# 亚拉巴马州
阿拉巴马州（i/ˌæləˈbæmə/），也译作亞拉巴馬州，是美國東南部地區一個聯邦州。北接田納西州，東鄰喬治亞州，南至佛羅里達州和墨西哥灣，西臨密西西比州。阿拉巴馬州是各州當中面積第30大以及人口第24大的州。阿拉巴馬州的內陸水道全長1500英哩，是所有州份當中最長的。
阿拉巴馬州譽為「金色啄木鳥之州」，其名來自州鳥。同時阿拉巴馬州亦以「迪克西的心臟」和「棉花之州」為人所知。州樹是長葉松，而州花是山茶花。阿拉巴馬州的州府位於蒙哥馬利，按人口計算最大城市是伯明翰，該城長期都是州內最工業化的城市；按面積計算最大城市是亨茨維爾。最老的城市是莫比爾，1702年由法國殖民者建立，作為法屬路易斯安那的首府。
自南北戰爭起至第二次世界大戰為止，阿拉巴馬州與其他美國南部州份一樣遭遇經濟困難，其中一個原因是長期依賴農產品。與其他南部州份一樣，阿拉巴馬州議員在進入二十世紀時剝奪了非裔美國人以及許多貧窮的白人的选举权。雖然工業和都市中心快速發展，白人自1901年起到1960年代一直壟斷郊區利益，市區利益和非裔美國人的代表性嚴重不足。第二次世界大戰後，阿拉巴馬州將經濟由主產農業變得多元化。21世紀的州經濟是基於管理、汽車、金融、製造業、航天、提煉礦產、醫療、教育、零售以及科技。

## 命名
阿拉巴馬河和阿拉巴馬州的歐美式命名衍生自阿拉巴馬族，是一個說摩斯科格語的部落，族群多數居住在河流上游庫薩河和塔拉普薩河匯流的下方。在阿拉巴馬語中，帶有阿拉巴馬血統的詞語是「Albaamo」（其他方言包括「Albaama」或「Albàamo」，眾數是「Albaamaha」）。

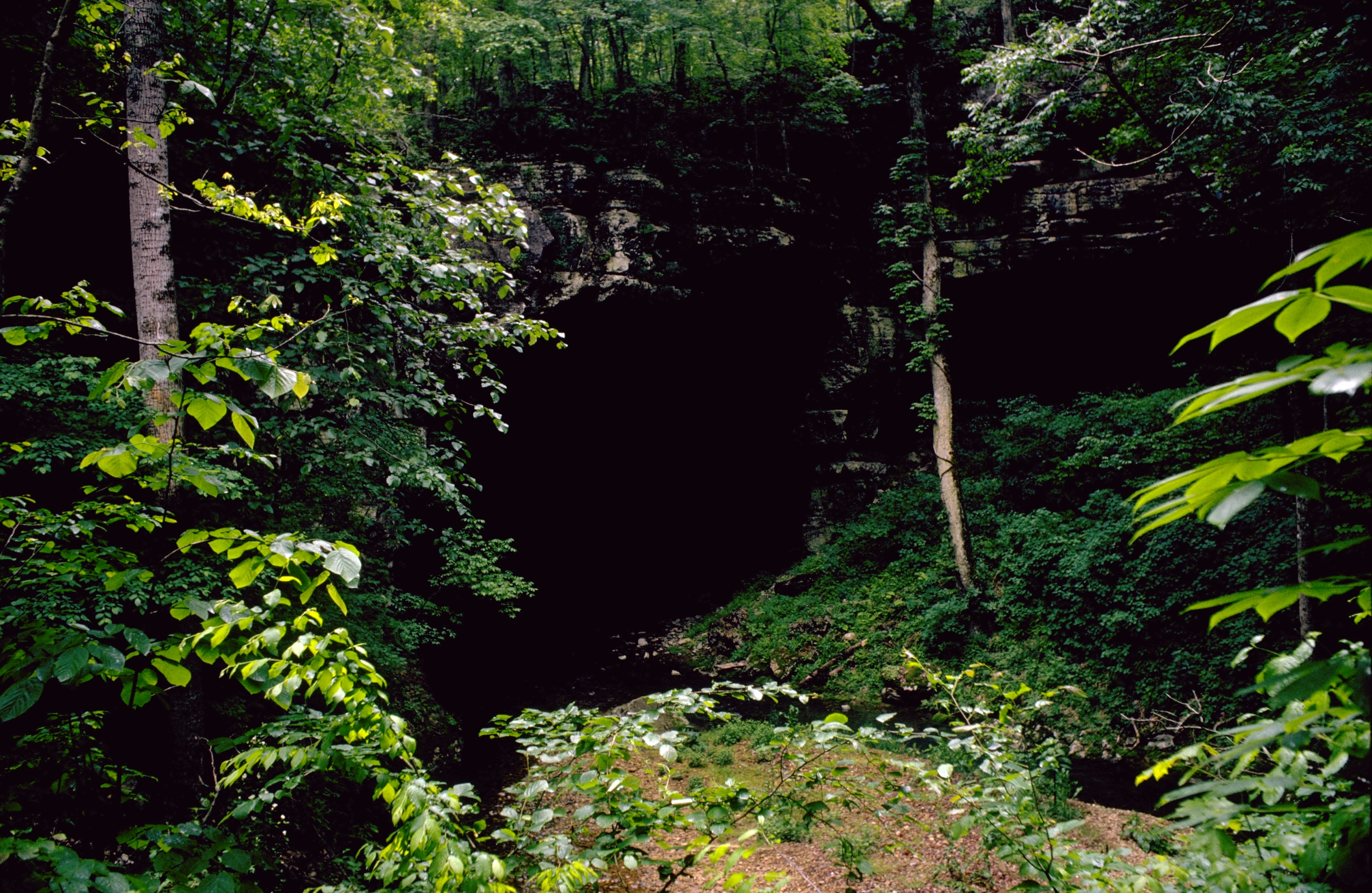
傑克遜縣其中一個通往羅素洞穴國家紀念碑的入口。原住民洞穴內營火的木炭可追溯至公元前6550至6145年

「阿拉巴馬」一詞估計來自阿拉巴馬語，有指名稱借自喬克托語，但可能性不大。該詞語的拼法因不同的歷史來源而異。第一個用詞出現在1540年埃爾南多·德·索托遠征時：印卡·加西拉索·德拉維加使用「Alibamo」，而埃爾瓦斯騎士和羅德里戈·蘭傑爾分別在轉寫時使用「Alibamu」和「Limamu」。到了1702年，法國將該族稱為「Alibamon」，法國地圖將河流定名「Rivière des Alibamons」。其他拼法包括「Alibamu」、「Alabamo」、「Albama」、「Alebamon」、「Alibama」、「Alibamou」、「Alabamu」、「Allibamou」等。
不同來源對該名稱的意思也不相同。一些學者認為阿拉巴馬一詞來自喬克托語「alba」（意為「植物」或「雜草」）和「amo」（意為「割下」、「修剪」或「聚集」）。意思可能是「灌木叢修剪者」或「草藥收集者」，參考整理土地以便耕作或收集藥用植物。該州有許多美洲原住民地名。然而，阿拉巴馬語當中沒有對應的相似詞語。
一篇1842年《傑克遜維爾共和》的文章提出其意為「我們在這裡休息」。這個概念在1850年代亞歷山大·博福特·米克的文章得到普及，不過，摩斯科格語專家並無發現任何證據支持有關說法。

## 歷史

### 歐洲人定居前

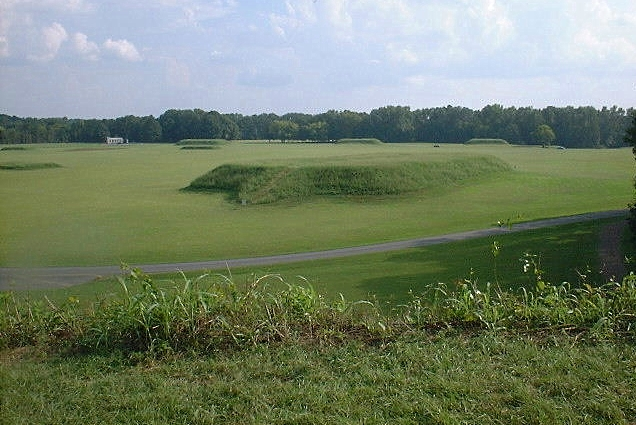
位於黑爾縣的蒙德維爾遺址。該地自1000至1450年間由密西西比文化的美洲原住民佔領

不同文化的原住民在歐洲殖民來臨以前過千年已經在此處居住。與東北面俄亥俄河民族的貿易在古墓時期已經開始（公元前1000年－公元700年），並持續至歐洲人的來臨。
密西西比文化農業自1000年至1600年覆蓋大部分阿拉巴馬州的範圍，其中一個主要中心就是目前蒙德維爾境內蒙德維爾遺址所在地。這是經典中密西西比時期繼現時伊利諾伊州卡霍基亞土墩遺址後第二大的複合，該遺址是文化中心。蒙德維爾的考古挖掘的遺物分析是學者制定東南慶典複合特徵的基礎。與一般人相信的不同，東南慶典複合沒有與中部美洲文化有任何直接關連，反而是各自發展。慶典複合代表了密西西比人宗教的主要組成部分，也是其中一個得知他們是甚麼宗教的主要方法。
歷史上居住在現時阿拉巴馬州的不同美國原住民民族在歐洲人來臨時包括切羅基人，說著易洛魁語系；以及說摩斯科格語系的阿拉巴馬族（Alibamu）、奇克索人、喬克托族、克里克人以及考沙提人。因為都是同一個語族，摩斯科格族發展了獨自的文化和語言。

### 歐洲人定居
16世紀的探索後，西班牙人是首先到達阿拉巴馬的歐洲人。埃爾南多·德·索托1540年遠征時通過馬比拉和該州其他部分。160多年後，1702年法國人在此地建立該區第一個歐洲人定居點，即舊莫比爾。該城在1711年搬到莫比爾現時所在地。該地自1702年起至1763年間是法屬路易斯安那的一部分。
法國在七年戰爭敗給英國，1763年至1783年間成為英國西佛羅里達的一部分。而美國在美國獨立戰爭勝利後，該領土由美國和西班牙平分。後者繼續維持控制西部領土，直至1813年4月13日西班牙駐軍在莫比爾向美軍投降為止。
湯姆斯·巴塞特，在美國獨立戰爭期間是一名保皇黨，維持對英國君主的忠誠，是其中一個在州內莫比爾以外最早的白人定居者。他在1770年代初定居在湯比格比區。區域範圍限於湯比格比河附近幾英哩、現時克拉克縣南部部分地區、莫比爾縣最北部地區以及華盛頓縣大部分地區。
現時鮑德溫縣和莫比爾縣所在地在1783年成為了西屬西佛羅里達的一部分，1810年成為獨立的西佛羅里達共和國一部分，並在1812年加入密西西比領地。現時阿拉巴馬州北部三分之二的領土在英國殖民時期稱為亞祖之地，自1767年起喬治亞省就聲稱擁有。革命戰爭以後成為了喬治亞州的一部分，雖然相當富有爭議性。

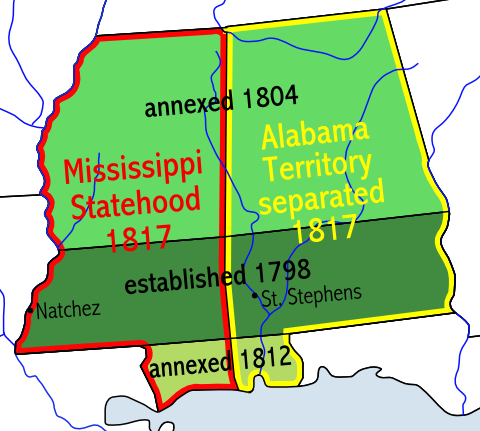
密西西比和阿拉巴馬領地的形成

除了莫比爾附近和亞祖之地以外，現時阿拉巴馬州三分之一的土地在1798年成為了密西西比領地一部分。亞祖之地在1804年亞祖之地醜聞後加入。西班牙繼續聲稱擁有現時沿岸縣份的西屬西佛羅里達領地主權，直至1819年與美國簽訂亞當斯-奧尼斯條約放棄為止。

### 19世紀

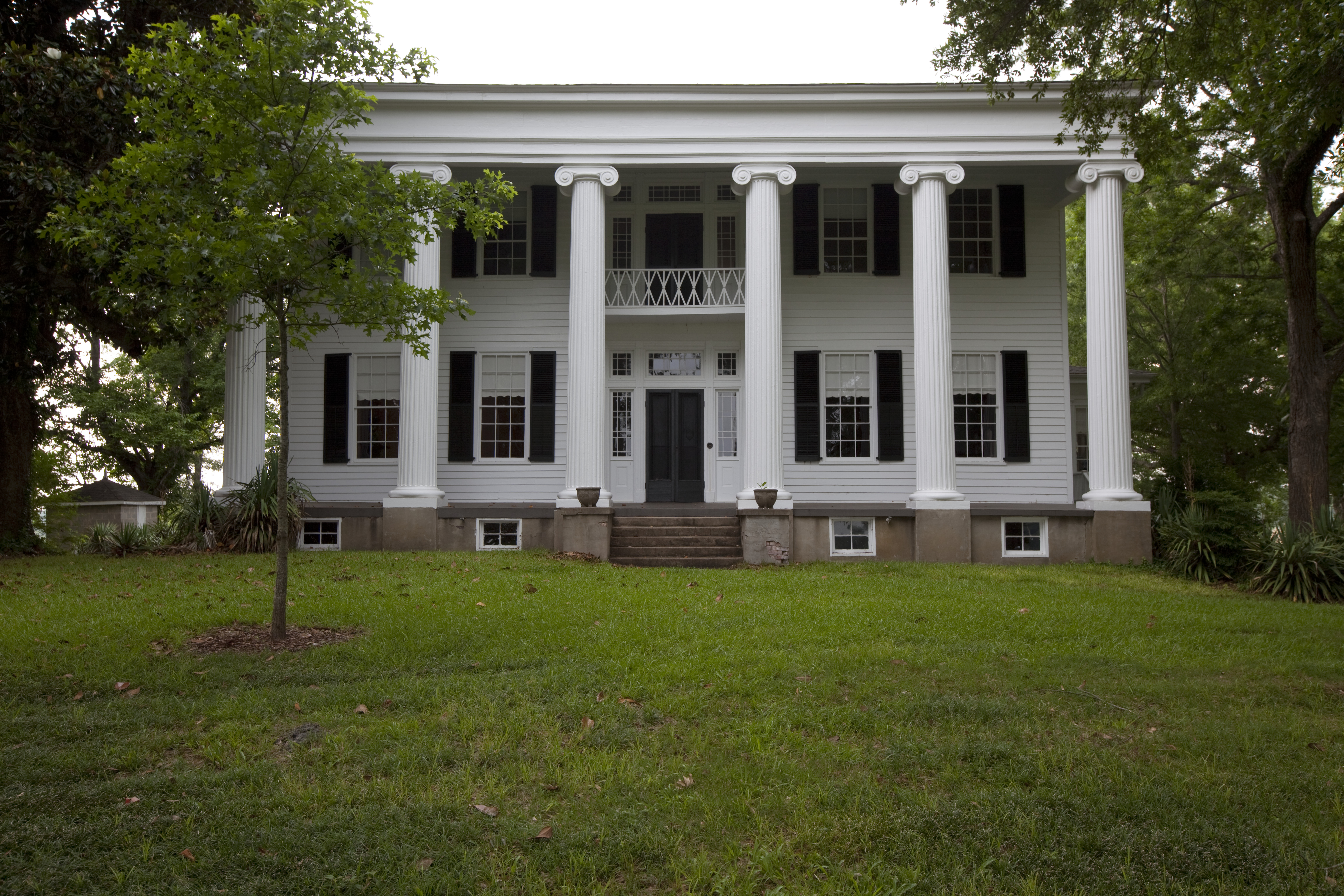
1833年興建的主屋，位於格林縣特霍西爾 (阿拉巴馬州霍爾克蘭)。這是過去黑帶 (阿拉巴馬地區)的種植場

密西西比1817年12月10日加入聯邦以前分拆了領地東半部人煙稀少的土地，名為阿拉巴馬領地。美國國會在1817年3月3日成立了阿拉巴馬領地。聖史提芬斯在1817至1819年間是領地的首府，但現時已經廢棄。
阿拉巴馬州在1819年12月14日加入聯邦，成為第22個州，而國會選擇亨茨維爾作為第一個憲法會議的場所。1819年7月5日至8月2日，代表團在此會面籌備新的州憲法。亨茨維爾在1819至1820年間作為臨時首府，而政府所在地則搬到達拉斯縣的卡哈巴。

## 地理

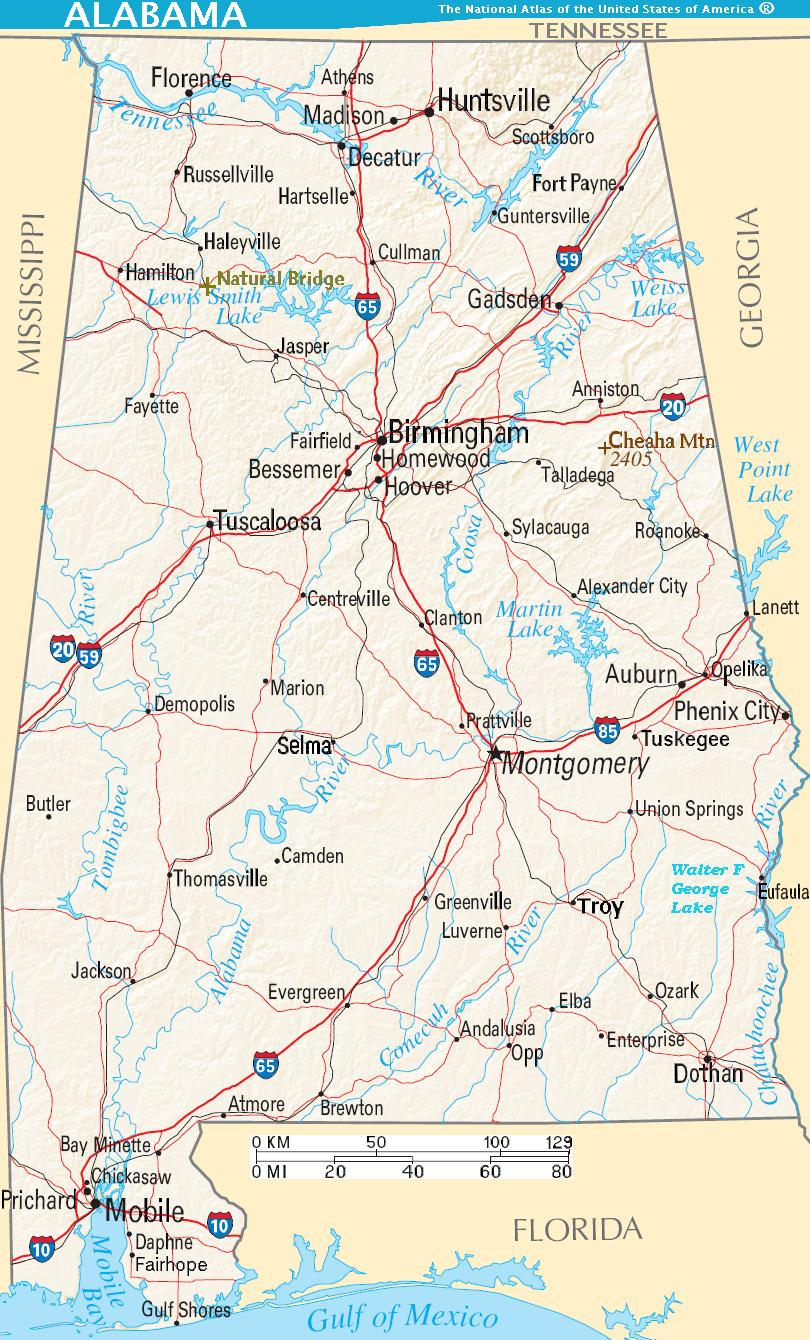
阿拉巴馬州地圖

阿拉巴馬州是美國面積第13大的州，達52419平方英哩，當中3.2%是水域，因此阿拉巴馬州水域比例排行第23位，也成為美國境內第二大內陸水道系統的州份。大約五分之三的土地是平原，緩緩沿密西西比河以及墨西哥灣下降。北阿拉巴馬地區多山，而田納西河切出了大型河谷，並製造了無數溪、水流、河、山和湖。
阿拉巴馬州北鄰田納西州，東接喬治亞州，南訖佛羅里達州，西至密西西比州。阿拉巴馬州在墨西哥灣有一段海岸線，在全州的最南部。全州海拔由莫比爾灣的海平面橫跨至東北面超過1,800英呎的阿巴拉契亞山脈。
最高點位於切哈山，高2413英呎。阿拉巴馬州的土地包括2200萬英畝森林，佔全州土地67%。而市郊灣岸的鮑德溫縣則是州內面積最大的縣，包括土地面積和水域面積。
阿拉巴馬州內由美國國家公園管理局管轄的地區包括近亞歷山大城的馬蹄灣國家軍事公園、近佩恩堡的小河谷國家保護區、布里奇波特的羅素洞穴國家紀念碑、塔斯基吉的塔斯基吉飛行員國家歷史遺蹟以及鄰近塔斯基吉的塔斯基吉學院國家歷史遺蹟。
另外，阿拉巴馬州有四個國家森林：科尼卡、塔拉迪加、塔斯基吉以及威廉·B·班克黑德。阿拉巴馬同時有納奇茲小道公路、塞爾瑪往蒙哥馬利國家史蹟徑以及血淚之路國家史蹟徑。阿拉巴馬州其中一個自然奇觀是天然橋岩石，也是落磯山脈以東最長的天然拱，位於黑利維爾以南。
蒙哥馬利以北埃爾莫爾縣存有一個5英哩寬的隕石撞擊口。這是威屯卡隕石坑，「阿拉巴馬州最大的自然災害」所在地。8000萬年前一個1000英呎寬的隕石撞擊該地2002年，克里斯汀·科伯爾連同維也納地球化學大學學院出版了證據，並將該處列為地球第157個隕石坑。

### 氣候

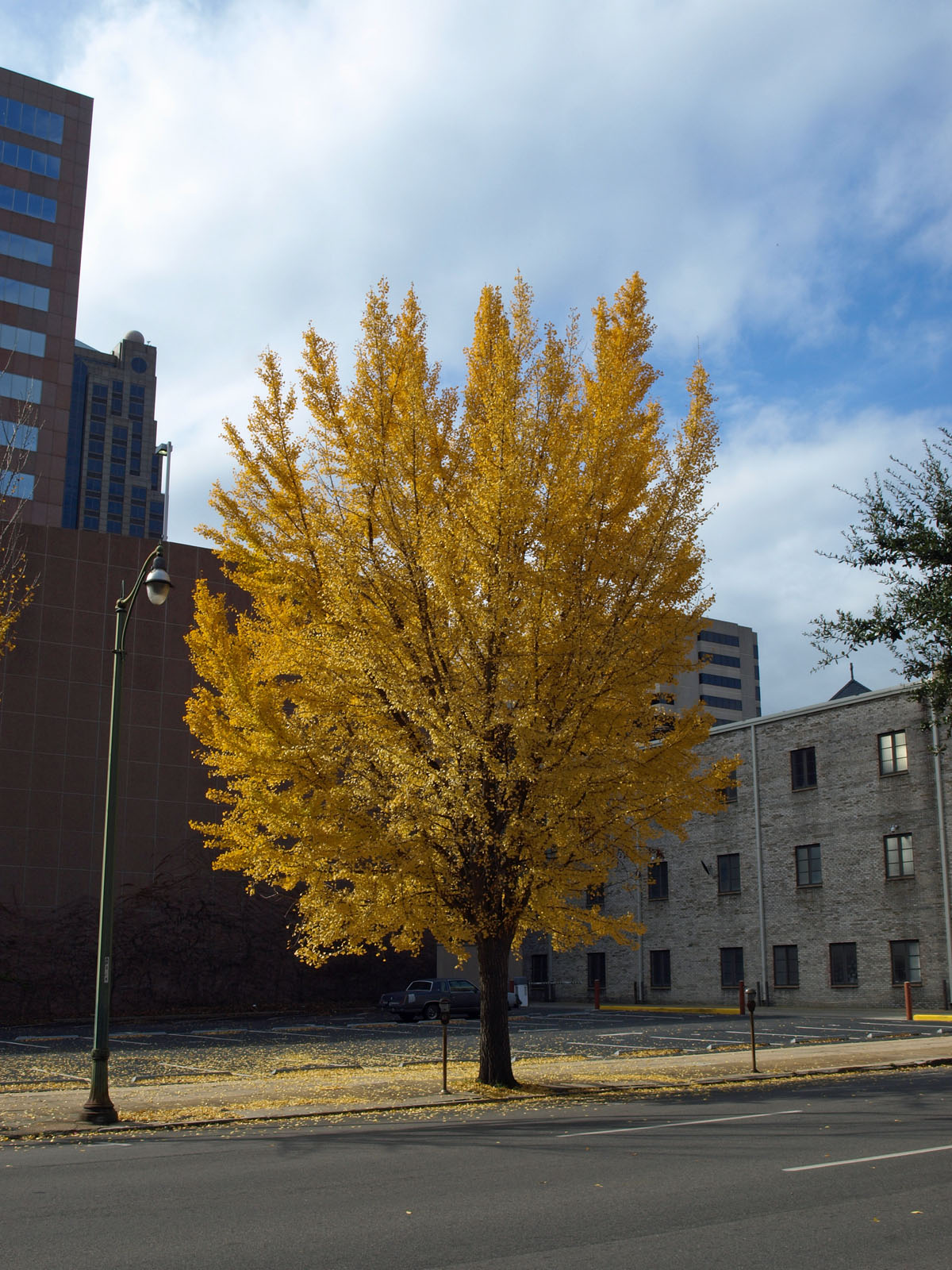
伯明翰的秋樹

阿拉巴馬州根據柯本氣候分類法分類作副熱帶濕潤氣候（Cfa）。全年平均溫度是64 °F（18 °C）。此州的氣溫在南部因為比較靠近墨西哥灣會比較溫暖，而州的北部，尤其是東北部的阿巴拉契亞山脈則會較涼快。一般來說，阿拉巴馬州的夏天相當炎熱，而冬天則比較溫和，全年都有豐富的降水。阿拉巴馬州每年都有56英吋的降雨，並在州南部享有很長的植物生長期，可長達300日。
阿拉巴馬州的夏天是美國最熱之一，最高溫在該州部分地區可達90°F。阿拉巴馬州也經常受到熱帶風暴甚至颶風侵襲。遠離墨西哥灣的地區仍會受到風暴的影響，風暴移入內陸減弱時往往帶來大量雨水。
阿拉巴馬州南部還有許多雷暴報告。莫比爾灣附近的灣岸每年平均有70至80日有雷暴。越向北部雷暴數量則越少，然而就算州的最北端仍有大約每年平均60日有雷暴。偶然嚴重雷暴還有頻繁的閃電和大型冰雹，該州中部和北部經常有冰雹發生。阿拉巴馬州在閃電和閃電擊中人導致的死亡人數比例分別是全國第9和第10位。

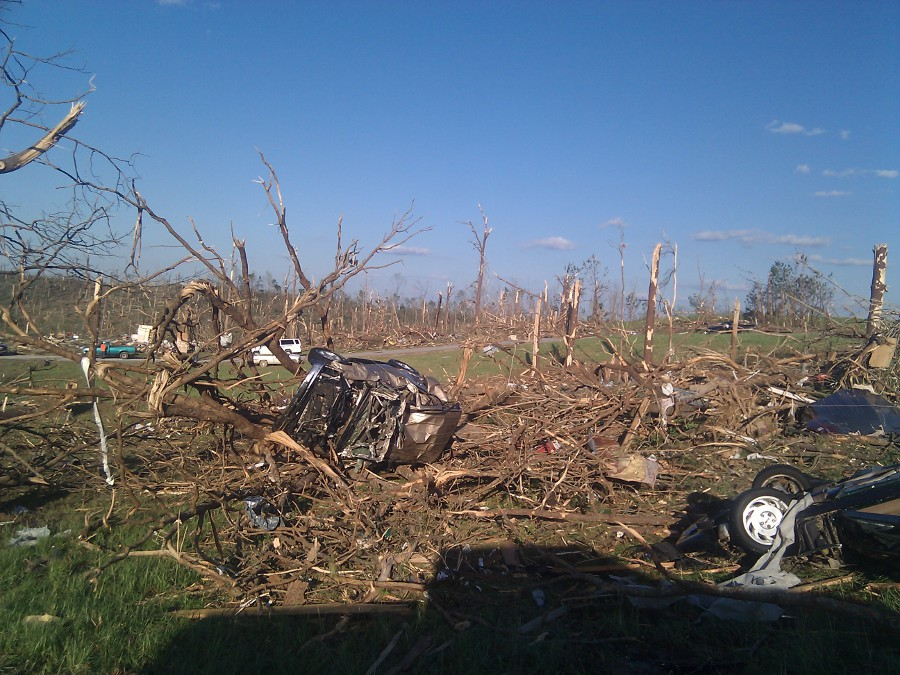
菲爾·坎貝爾在遍及全州的2011年龍捲風超級大爆發後造成的破壞

根據美國國家氣候資料中心，由1950年1月1日至2013年6月期間，阿拉巴馬州與俄克拉荷馬州一樣，比其他州有更多EF5級龍捲風。許多F5/EF5級龍捲風造成阿拉巴馬州比其他州出現更多因龍捲風造成的死亡。阿拉巴馬州受1974年龍捲風超級大爆發影響，並在2011年龍捲風超級大爆發嚴重受創。2011年超級大爆發打破了州內龍捲風數量的紀錄，達62個。

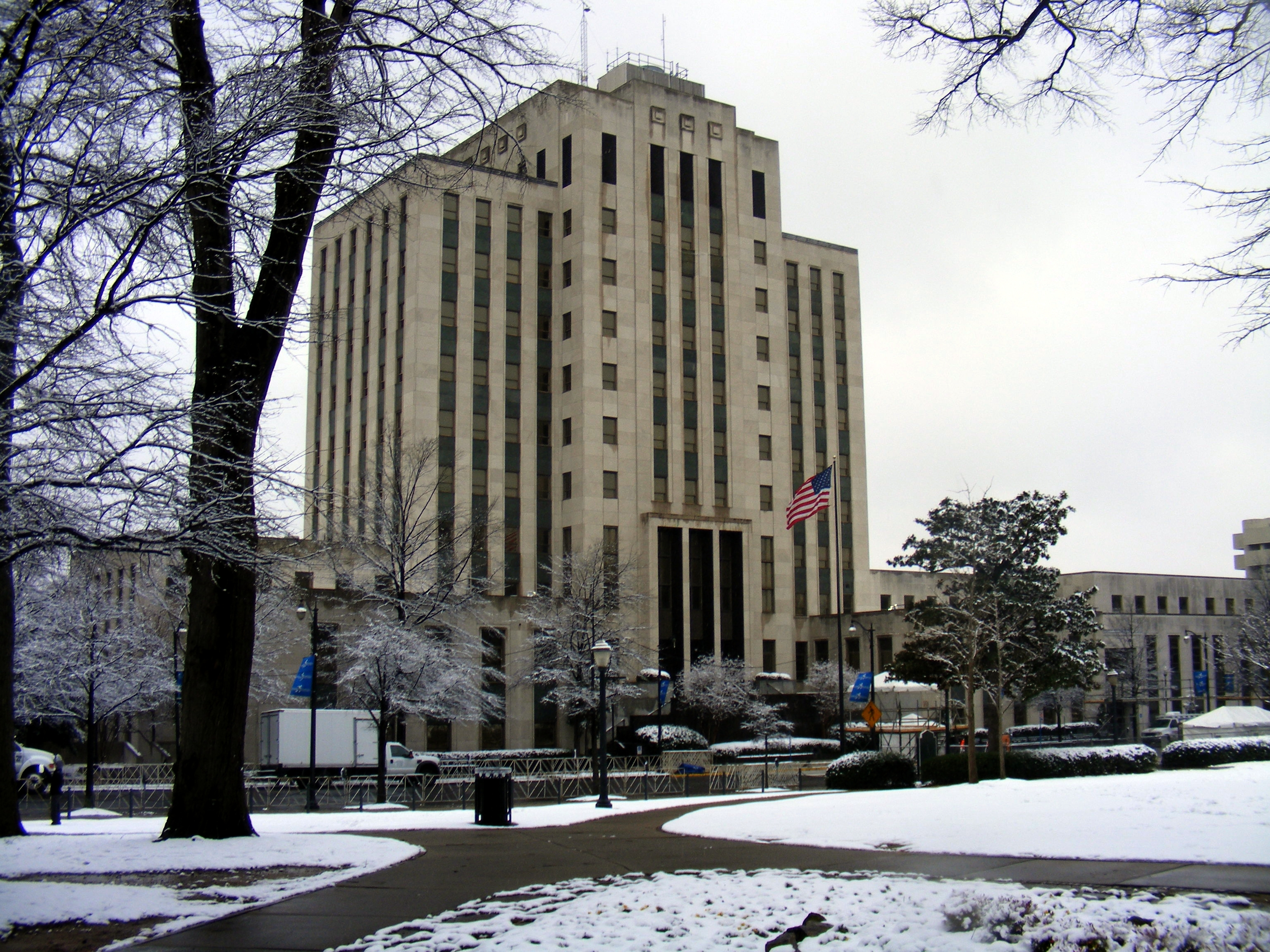
2010年2月伯明翰市政廳外的降雪

龍捲風的旺季視乎該州不同位置而異。阿拉巴馬州是世界上少數有雙重龍捲風旺季的地方，主要是11月和12月，另外春天時期也有一個旺季。阿拉巴馬州北部沿田納西河谷是美國受龍捲風影響最深的地區之一。阿拉巴馬州和密西西比州受龍捲風影響最多的地區通常稱為迪克西小徑，以區別南部平原的龍捲風小徑。
阿拉巴馬州的冬天通常較溫和。該州位於美國南部，莫比爾1月最低溫只有約40°F，伯明翰則為32°F。雖然阿拉巴馬州罕見降雪，但蒙哥馬利以北的地區每年冬天都有幾次積雪，每幾年偶然都有一次中等強度的降雪。歷史上的降雪包括1963年除夕雪暴以及1993年世紀雪暴。伯明翰地區每年平均降雪2英吋。在南部灣岸，降雪更疏，有時幾年都沒有降雪。
阿拉巴馬州於1925年9月5日在森特維爾錄得最高溫112°F；於1966年1月30日在新市場錄得最低溫-27°F。
| 不同阿拉巴馬州的城市每月高低氣溫[°F (°C)] | 不同阿拉巴馬州的城市每月高低氣溫[°F (°C)] | 不同阿拉巴馬州的城市每月高低氣溫[°F (°C)] | 不同阿拉巴馬州的城市每月高低氣溫[°F (°C)] | 不同阿拉巴馬州的城市每月高低氣溫[°F (°C)] | 不同阿拉巴馬州的城市每月高低氣溫[°F (°C)] | 不同阿拉巴馬州的城市每月高低氣溫[°F (°C)] | 不同阿拉巴馬州的城市每月高低氣溫[°F (°C)] | 不同阿拉巴馬州的城市每月高低氣溫[°F (°C)] | 不同阿拉巴馬州的城市每月高低氣溫[°F (°C)] | 不同阿拉巴馬州的城市每月高低氣溫[°F (°C)] | 不同阿拉巴馬州的城市每月高低氣溫[°F (°C)] | 不同阿拉巴馬州的城市每月高低氣溫[°F (°C)] | 不同阿拉巴馬州的城市每月高低氣溫[°F (°C)] | 不同阿拉巴馬州的城市每月高低氣溫[°F (°C)] | 不同阿拉巴馬州的城市每月高低氣溫[°F (°C)]   |
| ----------------------------------------- | ----------------------------------------- | ----------------------------------------- | ----------------------------------------- | ----------------------------------------- | ----------------------------------------- | ----------------------------------------- | ----------------------------------------- | ----------------------------------------- | ----------------------------------------- | ----------------------------------------- | ----------------------------------------- | ----------------------------------------- | ----------------------------------------- | ----------------------------------------- | ------------------------------------------- |
| 月份                                      | 月份                                      | 1月                                       | 2月                                       | 3月                                       | 4月                                       | 5月                                       | 6月                                       | 7月                                       | 8月                                       | 9月                                       | 10月                                      | 11月                                      | 12月                                      | 年分                                      | 亨茨維爾伯明翰蒙哥馬利莫比爾 阿拉巴馬州城市 |
| 亨茨維爾                                  | 平均高溫                                  | 48.9 (9.4)                                | 54.6 (12.6)                               | 63.4 (17.4)                               | 72.3 (22.4)                               | 79.6 (26.4)                               | 86.5 (30.3)                               | 89.4 (31.9)                               | 89.0 (31.7)                               | 83.0 (28.3)                               | 72.9 (22.7)                               | 61.6 (16.4)                               | 52.4 (11.3)                               | 71.1 (21.7)                               | 亨茨維爾伯明翰蒙哥馬利莫比爾 阿拉巴馬州城市 |
| 亨茨維爾                                  | 平均低溫                                  | 30.7 (-0.7)                               | 34.0 (1.1)                                | 41.2 (5.1)                                | 48.4 (9.1)                                | 57.5 (14.2)                               | 65.4 (18.6)                               | 69.5 (20.8)                               | 68.1 (20.1)                               | 61.7 (16.5)                               | 49.6 (9.8)                                | 40.7 (4.8)                                | 33.8 (1.0)                                | 50.1 (10.1)                               | 亨茨維爾伯明翰蒙哥馬利莫比爾 阿拉巴馬州城市 |
| 伯明翰                                    | 平均高溫                                  | 52.8 (11.6)                               | 58.3 (14.6)                               | 66.5 (19.2)                               | 74.1 (23.4)                               | 81.0 (27.2)                               | 87.5 (30.8)                               | 90.6 (32.6)                               | 90.2 (32.3)                               | 84.6 (29.2)                               | 74.9 (23.8)                               | 64.5 (18.1)                               | 56.0 (13.3)                               | 73.4 (23.0)                               | 亨茨維爾伯明翰蒙哥馬利莫比爾 阿拉巴馬州城市 |
| 伯明翰                                    | 平均低溫                                  | 32.3 (0.2)                                | 35.4 (1.9)                                | 42.4 (5.8)                                | 48.4 (9.1)                                | 57.6 (14.2)                               | 65.4 (18.6)                               | 69.7 (20.9)                               | 68.9 (20.5)                               | 63.0 (17.2)                               | 50.9 (10.5)                               | 41.8 (5.4)                                | 35.2 (1.8)                                | 50.9 (10.5)                               | 亨茨維爾伯明翰蒙哥馬利莫比爾 阿拉巴馬州城市 |
| 蒙哥馬利                                  | 平均高溫                                  | 57.6 (14.2)                               | 62.4 (16.9)                               | 70.5 (21.4)                               | 77.5 (25.3)                               | 84.6 (29.2)                               | 90.6 (32.6)                               | 92.7 (33.7)                               | 92.2 (33.4)                               | 87.7 (30.9)                               | 78.7 (25.9)                               | 68.7 (20.4)                               | 60.3 (15.7)                               | 77.0 (25.0)                               | 亨茨維爾伯明翰蒙哥馬利莫比爾 阿拉巴馬州城市 |
| 蒙哥馬利                                  | 平均低溫                                  | 35.5 (1.9)                                | 38.6 (3.7)                                | 45.4 (7.4)                                | 52.1 (11.2)                               | 60.1 (15.6)                               | 67.3 (19.6)                               | 70.9 (21.6)                               | 70.1 (21.2)                               | 64.9 (18.3)                               | 52.2 (11.2)                               | 43.5 (6.4)                                | 37.6 (3.1)                                | 53.2 (11.8)                               | 亨茨維爾伯明翰蒙哥馬利莫比爾 阿拉巴馬州城市 |
| 莫比爾                                    | 平均高溫                                  | 60.7 (15.9)                               | 64.5 (18.1)                               | 71.2 (21.8)                               | 77.4 (25.2)                               | 84.2 (29.0)                               | 89.4 (31.9)                               | 91.2 (32.9)                               | 90.8 (32.7)                               | 86.8 (30.4)                               | 79.2 (26.2)                               | 70.1 (21.2)                               | 62.9 (17.2)                               | 77.4 (25.2)                               | 亨茨維爾伯明翰蒙哥馬利莫比爾 阿拉巴馬州城市 |
| 莫比爾                                    | 平均低溫                                  | 39.5 (4.2)                                | 42.4 (5.8)                                | 49.2 (9.6)                                | 54.8 (12.7)                               | 62.8 (17.1)                               | 69.2 (20.7)                               | 71.8 (22.1)                               | 71.7 (22.0)                               | 67.6 (19.8)                               | 56.3 (13.5)                               | 47.8 (8.8)                                | 41.6 (5.3)                                | 56.2 (13.4)                               | 亨茨維爾伯明翰蒙哥馬利莫比爾 阿拉巴馬州城市 |
| 來源：NOAA                                |                                           |                                           |                                           |                                           |                                           |                                           |                                           |                                           |                                           |                                           |                                           |                                           |                                           |                                           | 亨茨維爾伯明翰蒙哥馬利莫比爾 阿拉巴馬州城市 |

## 重要城鎮

### 都会区
| 排名 | 都会区名稱                | 人口（2019年估计） | 人口（2010年普查） |
| ---- | ------------------------- | ------------------ | ------------------ |
| 1    | 伯明翰-胡佛 MSA           | 1,090,435          | 1,061,024          |
| 2    | 亨茨维尔 MSA              | 471,824            | 417,593            |
| 3    | 莫比尔 MSA                | 429,536            | 430,573            |
| 4    | 蒙哥马利 MSA              | 373,290            | 374,536            |
| 5    | 塔斯卡卢萨 MSA            | 252,047            | 239,207            |
| 6    | 达芙妮-费尔霍普-弗利 MSA  | 223,234            | 182,265            |
| 7    | 欧本-欧佩莱卡 MSA         | 164,542            | 140,247            |
| 8    | 迪凯特 MSA                | 152,603            | 153,829            |
| 9    | 多森 MSA                  | 149,358            | 145,639            |
| 10   | 弗洛伦斯-马斯尔肖尔斯 MSA | 147,970            | 147,137            |

## 法律及政府

### 州政府

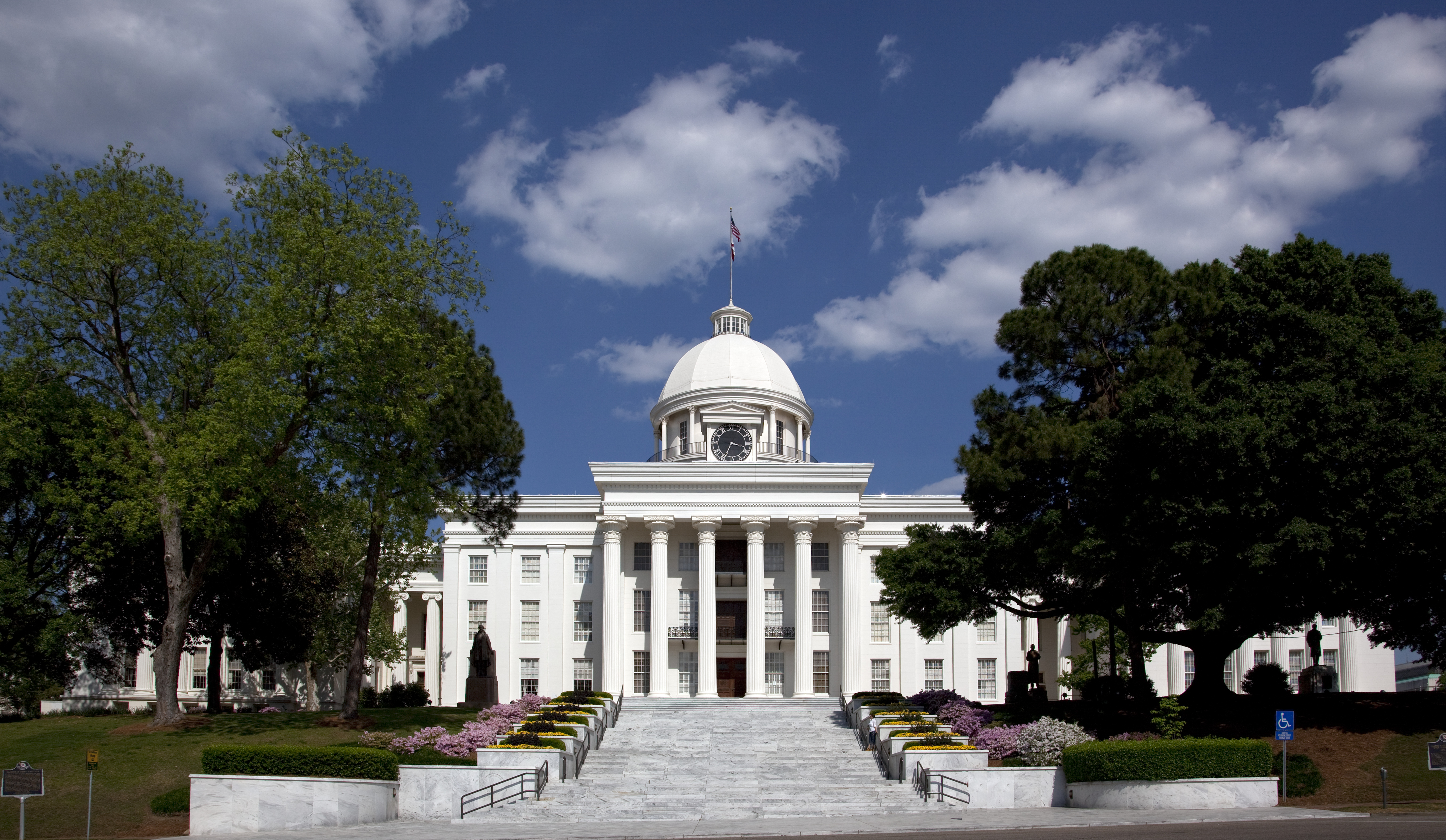
蒙哥馬利阿拉巴馬州議會大廈，1851年完工

阿拉巴馬州政府的憲制性文件是阿拉巴馬州憲法，在1901年通過。曾修改近800次，全長310,000字，部分資料顯示其為世界最長的憲法，比美國憲法長近40倍。
阿拉巴馬州內一直有強烈聲音要求重寫和修改其憲法以追上時代。批抨者指阿拉巴馬州憲法一直維持議會的高度集權，並無將權力下放到當地人民。多數的縣都沒有地方自治。任何州內的政策改動都必須得到整個阿拉巴馬州議會批准，以及經常以州內公投方式通過。現時憲法其中一個批抨即其對複雜性和故意拖延將隔離和種族主義寫入法典。

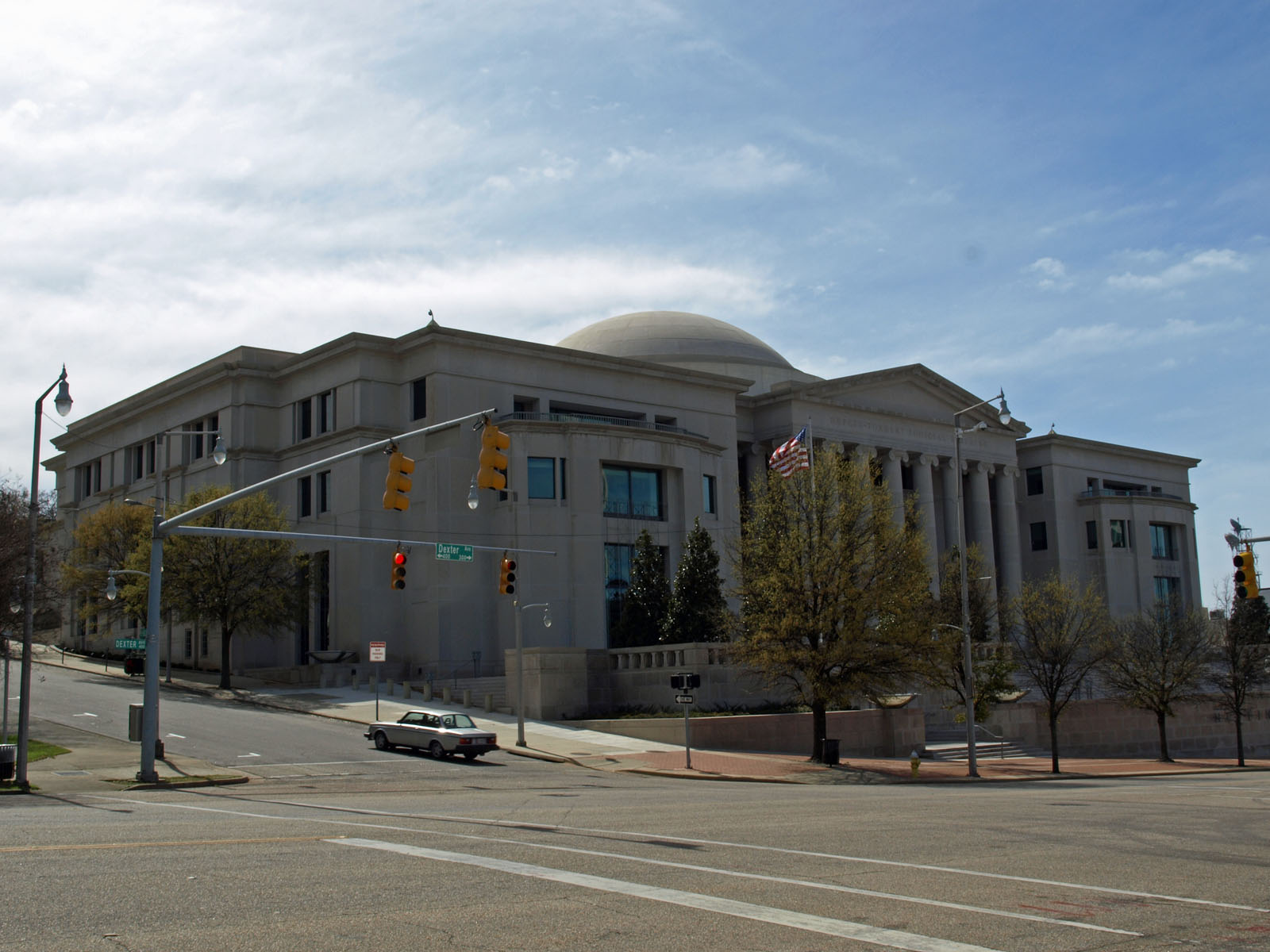
蒙哥馬利的阿拉巴馬州法院大樓。該處設有阿拉巴馬州最高法院、阿拉巴馬州民事訴訟法院和阿拉巴馬州刑事訴訟法院

阿拉巴馬州政府分為三個部分。立法機構是一個兩院制會議的阿拉巴馬州議會，由105名成員的阿拉巴馬州眾議院以及35名成員的阿拉巴馬州參議院組成。議會負責起草、辯論、通過和廢除法律。現時共和黨在兩個議會都佔多數。議會有權以簡單多數票蓋過州長的否決權（多數州的議會都要求三分之二大多數）。
直至1964年，此州仍按縣選舉州參議院，每縣一名。阿拉巴馬州自1901年通過其憲法以來從未修改國會選區，因此市區大大缺乏代表權。它也沒有根據十年一度的普查改變立法選區。在1964年雷諾斯訴錫姆斯案中，美國最高法院實施了一人一票的原則，下令國會選區必須按照普查重新編配（如果在州憲法內有類似條文卻沒有執行）。另外，法院亦判決雙院制的兩個州議會也必須按人口編配，以地理為基礎的系統並沒有州憲法基礎。
當時阿拉巴馬州和其他許多州都必須改變其立法選區，因為全國有許多選區代表在市區和部分地區嚴重低估。這導致了該些地區幾十年都投資不足。例如伯明翰和傑斐遜縣為全州提供了三分之一的州預算，但傑斐遜縣只獲得了67分之1的州服務支援。阿拉巴馬州議會仍可透過立法代表團控制縣政府。

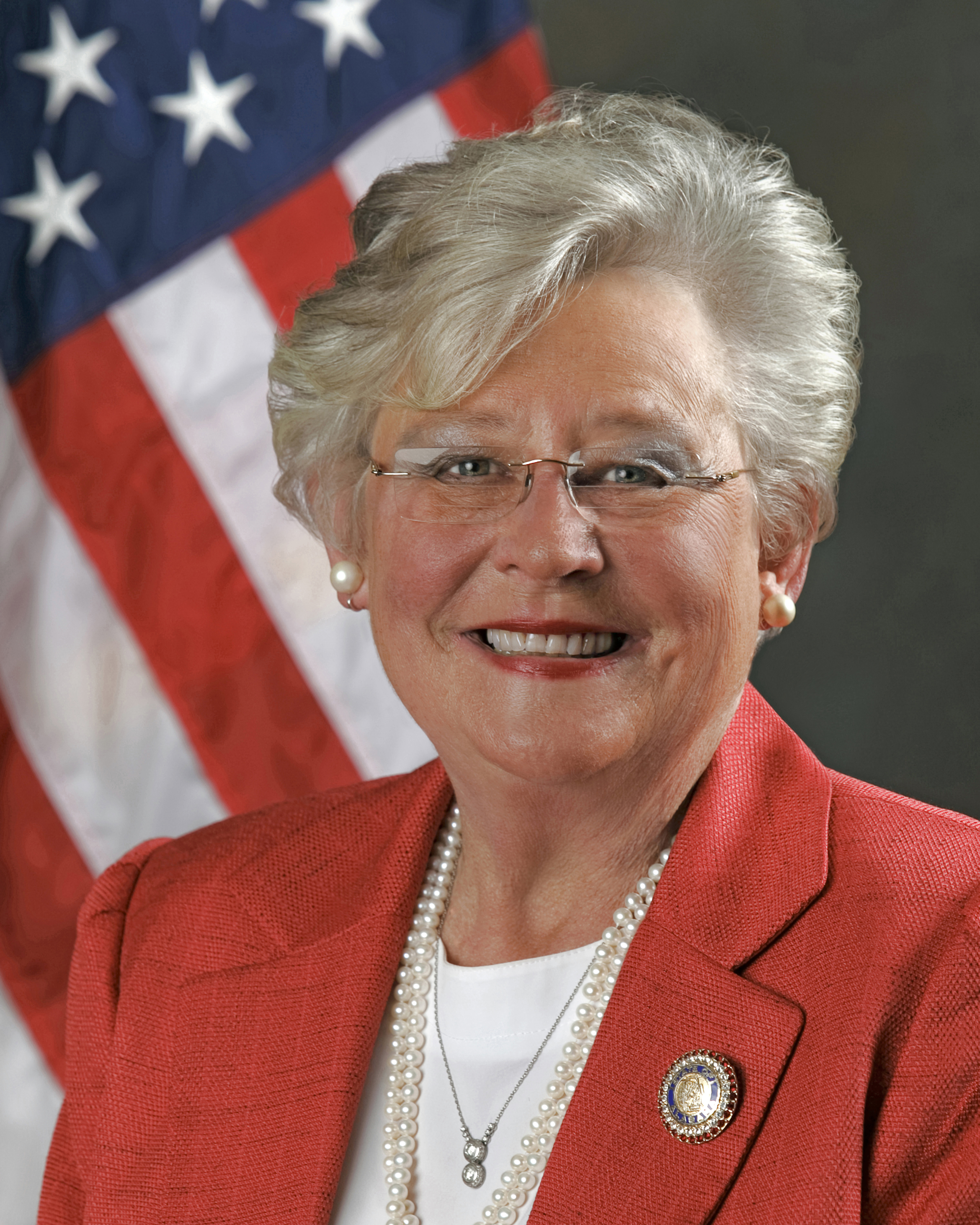
凱·艾維州長是現任和第二名女性阿拉巴馬州州長。她也是州歷史中唯一的共和黨女性州長

行政機構負責執行和監督法律，由阿拉巴馬州政府帶頭。行政機構其他成員包括內閣、阿拉巴馬州總檢察長、阿拉巴馬州州務卿、阿拉巴馬州財政部長以及阿拉巴馬州審計部長。現任州長是共和黨凱·艾維。副州長目前懸空。
立法成員在11月的選舉後即時就任。全州的官員，包括州長、副州長、總檢察長以及其他憲法官員則在翌年1月就職。
司法機構負責解釋州憲法以及在刑事和民事訴訟當中實行法律。州最高法院是阿拉巴馬州最高法院。阿拉巴馬州利用黨代表選舉法官。自從1980年代起，司法機構越來越政治化。現任阿拉巴馬州最高法院首席法官是共和黨人羅伊·摩爾。所有阿拉巴馬州最高法院的在任法官都是共和黨員。法院設有兩個上訴法院：民事訴訟法院和刑事訴訟法院，以及四個初審法院：巡迴法院、地方法院、城鎮法院以及公證法院。
一些批抨者認為法官的選舉造成相當高的死刑比率。阿拉巴馬州是全國按人口比例最高的死刑比例的州份。在一些年間該州強制執行比德克薩斯州更多的死刑，而該州人口比阿拉巴馬州多五倍。部分案件極具爭議性，最高法院推翻了24宗死刑定罪。阿拉巴馬州也是唯一仍然容許法官在是否使用死刑上推翻陪審團的州份，有10宗法官推翻陪審團無期徒刑且不得假釋的判決案例。

### 縣及城方政府

2016年總統選舉各縣總票數樹圖

阿拉巴馬州有67個縣。各縣有自行選舉的立法機構，通常稱為縣委員會。同時在縣內有一定程度的行政權。受阿拉巴馬州憲法所限，權力集中到州議會，州內只有7個縣（傑斐遜、李、莫比爾、麥迪遜、蒙哥馬利、謝爾比和塔斯卡盧薩）有一定程度的地方自治。相反，州內多數的縣都必須遊說州議會的本地立法委員會以通過簡單的地方政策，包括廢物處理到土地使用。冗長的程序導致當地管治權無法處理自身的問題，而州議員陷入無數地方事務之中。
根據1973年阿拉巴馬州憲法委員會，州議會透過拒絕通過建立縣地方自治的修憲來維持控制地方政府。立法代表團維持對各縣的相當權力。美國最高法院在1964年貝克訴卡爾案下令兩院都必須以人口為基礎建立選區，並在每次普查後重劃，以實行「一人一票」原則。在那以前，各縣只由一名州參議院代表，造成縣內都市和人口較多的縣代表性不足。州議會偏向郊區也造成無法在州議會重新編配議席，一直影響政治到20世紀，難以回應工業城市和都市地區的堀起。
「阿拉巴馬州缺乏地方自治導致當地議會長期允許各縣執行未獲州憲法授權的行為。阿拉巴馬州憲法曾修改逾700次，但近三分之一的修改都是以當地為準，只在一個縣或城市實行。各立法會期都有相當部分花在本地立法上，浪費議員的時間和集中力，無法專注在全州重要性的事情上。」
阿拉巴馬州是一個酒精管制州，意即州政府可壟斷酒精的銷售。阿拉巴馬州酒精管制局控制州內含酒精飲品的銷售和分佈。67個縣當中有25個禁酒縣，甚至縣容許銷售酒精的同時還有禁酒市。
| 排名 | 縣         | 人口 （2010年普查） | 首府              | 最大城市                |
| ---- | ---------- | ------------------- | ----------------- | ----------------------- |
| 1    | 傑斐遜     | 658,466             | 伯明翰            | 伯明翰                  |
| 2    | 莫比爾     | 412,992             | 莫比爾            | 莫比爾                  |
| 3    | 麥迪遜     | 334,811             | 亨茨維爾          | 亨茨維爾                |
| 4    | 蒙哥馬利   | 229,363             | 蒙哥馬利          | 蒙哥馬利                |
| 5    | 謝爾比     | 195,085             | 哥倫比亞納        | 胡佛（部分） 阿拉巴斯特 |
| 6    | 塔斯卡盧薩 | 194,656             | 塔斯卡盧薩        | 塔斯卡盧薩              |
| 7    | 鮑德溫     | 182,265             | 貝米內特          | 達芙妮                  |
| 8    | 李         | 140,247             | 歐佩萊卡          | 歐本                    |
| 9    | 摩根       | 119,490             | 迪凱特            | 迪凱特                  |
| 10   | 卡爾霍恩   | 118,572             | 安尼斯敦          | 安尼斯敦                |
| 11   | 埃托瓦縣   | 104,303             | 加茲登            | 加茲登                  |
| 12   | 休斯敦     | 101,547             | 多森              | 多森                    |
| 13   | 馬歇爾     | 93,019              | 甘特斯維爾        | 艾伯特維爾              |
| 14   | 勞德代爾   | 92,709              | 弗洛倫斯          | 弗洛倫斯                |
| 15   | 聖克萊爾縣 | 83,593              | 阿什維爾及 佩爾城 | 佩爾城                  |

### 選舉

#### 聯邦選舉
| 年份                                                 | 共和黨           | 民主黨         |
| ---------------------------------------------------- | ---------------- | -------------- |
| 2016                                                 | 62.08% 1,318,255 | 34.36% 729,547 |
| 2012                                                 | 60.55% 1,255,925 | 38.36% 795,696 |
| 2008                                                 | 60.32% 1,266,546 | 38.80% 813,479 |
| 2004                                                 | 62.46% 1,176,394 | 36.84% 693,933 |
| 2000                                                 | 56.47% 944,409   | 41.59% 695,602 |
| 1996                                                 | 50.12% 769,044   | 43.16% 662,165 |
| 1992                                                 | 47.65% 804,283   | 40.88% 690,080 |
| 1988                                                 | 59.17% 815,576   | 39.86% 549,506 |
| 1984                                                 | 60.54% 872,849   | 38.28% 551,899 |
| 1980                                                 | 48.75% 654,192   | 47.45% 636,730 |
| 1976                                                 | 42.61% 504,070   | 55.73% 659,170 |
| 1972                                                 | 72.43% 728,701   | 25.54% 256,923 |
| 1968*                                                | 13.99% 146,923   | 18.72% 196,579 |
| 1964                                                 | 69.45% 479,085   | 30.55% 210,732 |
| 1960                                                 | 42.16% 237,981   | 56.39% 318,303 |
| *此次美國獨立黨的喬治·華萊士 以65.86%或691,425票勝出 |                  |                |

此州兩名參議員分別是理查·謝爾比和 湯米·圖伯維爾 ，兩人都是共和黨人。謝爾比起初在1986年以民主黨身份當選參議員並在1992年連任，但1994年11月中期選舉後即時轉黨。
美國眾議院內，該州有7名成員代表，其中六名共和黨人和一名民主黨人，民主黨的特麗·塞維爾也代表了黑帶以及伯明翰、塔斯卡盧薩和蒙哥馬利的黑人。

## 經濟
2010年，人均收入是32148美元。

## 人口
| 调查年                     | 人口      | 备注 | %±       |
| -------------------------- | --------- | ---- | -------- |
| 1800                       | 1,250     |      | —        |
| 1810                       | 9,046     |      | 623.7%   |
| 1820                       | 127,901   |      | 1,313.9% |
| 1830                       | 309,527   |      | 142.0%   |
| 1840                       | 590,756   |      | 90.9%    |
| 1850                       | 771,623   |      | 30.6%    |
| 1860                       | 964,201   |      | 25.0%    |
| 1870                       | 996,992   |      | 3.4%     |
| 1880                       | 1,262,505 |      | 26.6%    |
| 1890                       | 1,513,401 |      | 19.9%    |
| 1900                       | 1,828,697 |      | 20.8%    |
| 1910                       | 2,138,093 |      | 16.9%    |
| 1920                       | 2,348,174 |      | 9.8%     |
| 1930                       | 2,646,248 |      | 12.7%    |
| 1940                       | 2,832,961 |      | 7.1%     |
| 1950                       | 3,061,743 |      | 8.1%     |
| 1960                       | 3,266,740 |      | 6.7%     |
| 1970                       | 3,444,165 |      | 5.4%     |
| 1980                       | 3,893,888 |      | 13.1%    |
| 1990                       | 4,040,587 |      | 3.8%     |
| 2000                       | 4,447,100 |      | 10.1%    |
| 2010                       | 4,779,745 |      | 7.5%     |
| 2016年估计                 | 4,863,300 |      | 1.7%     |
| 來源：1910–2010 2015年估計 |           |      |          |

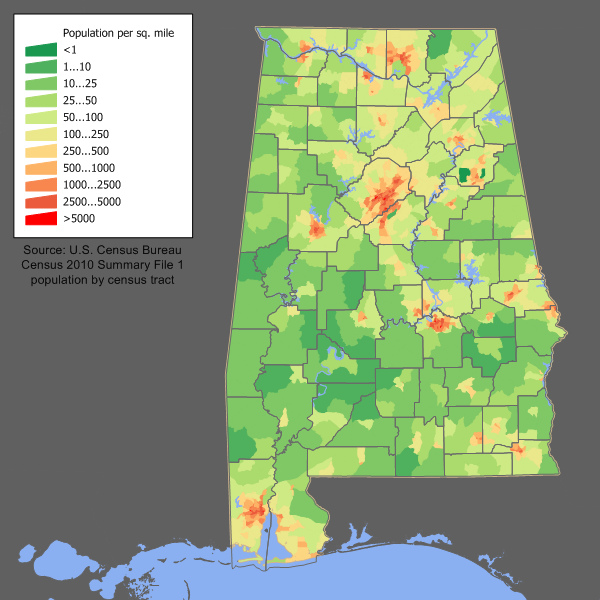
阿拉巴馬州人口密度

美國人口調查局估計阿拉巴馬州人口在2015年7月1日有4,858,979人，代表自2010年普查以來已經增長了79,243人，即1.66%。這包括自然增長率，上一次普查時是121,054人（502,457人出生、381,403人死亡），104,991人移民至此州居住。
來自美國以外的移民導致淨增長31,180人，而國內移民也淨增長了73,811人。阿拉巴馬州有108,000外籍（總人口2.4%），當中估計有22.2%並未登記（24,000人）。
阿拉巴馬州的人口中心位於奇爾頓縣，傑米森鎮之外。

### 祖先
根據2010年普查，阿拉巴馬州人口有4,779,736人。此州人口按種族比例分別有68.5%白人（67.0%非西班牙裔白人以及1.5%西班牙裔白人）、26.2%黑人或非裔美國人、3.9%不論種族的西班牙裔及拉丁裔美國人、1.1%亞洲人、0.6%美國印第安人或阿拉斯加原住民、0.1%夏威夷族及其他太平洋島民、2.0%其他種族、1.5%混血。2011年，阿拉巴馬州小於1歲的人口當中有46.6%是少數族裔。
阿拉巴馬州祖籍人數最多依次如下：非裔（26.2%）、盎格魯人（23.6%）、愛爾蘭裔（7.7%）、德裔（5.7%）以及蘇格蘭-愛爾蘭裔（2.0%）。阿拉巴馬州的「美國」多數祖籍盎格魯或不列顛，許多盎格魯裔美國人多數自稱祖籍美國，因為他們在北美洲種下了根，甚至可達1600年代。人口統計學家估計阿拉巴馬州至少有20－23%的人口主要是盎格魯裔，數值可能更高。在1980年普查時，阿拉巴馬州有41%人口祖籍盎格魯，是當時最大的種族。
| 種族比例                  | 1990年 | 2000年 | 2010年 |
| ------------------------- | ------ | ------ | ------ |
| 白人                      | 73.6%  | 71.1%  | 68.5%  |
| 黑人                      | 25.3%  | 26.0%  | 26.2%  |
| 亞裔                      | 0.5%   | 0.7%   | 1.1%   |
| 原住民                    | 0.4%   | 0.5%   | 0.6%   |
| 夏威夷族及 其他太平洋島民 | –      | –      | 0.1%   |
| 其他種族                  | 0.1%   | 0.6%   | 2.0%   |
| 多種族                    | –      | 1.0%   | 1.5%   |

### 普查規定居民點

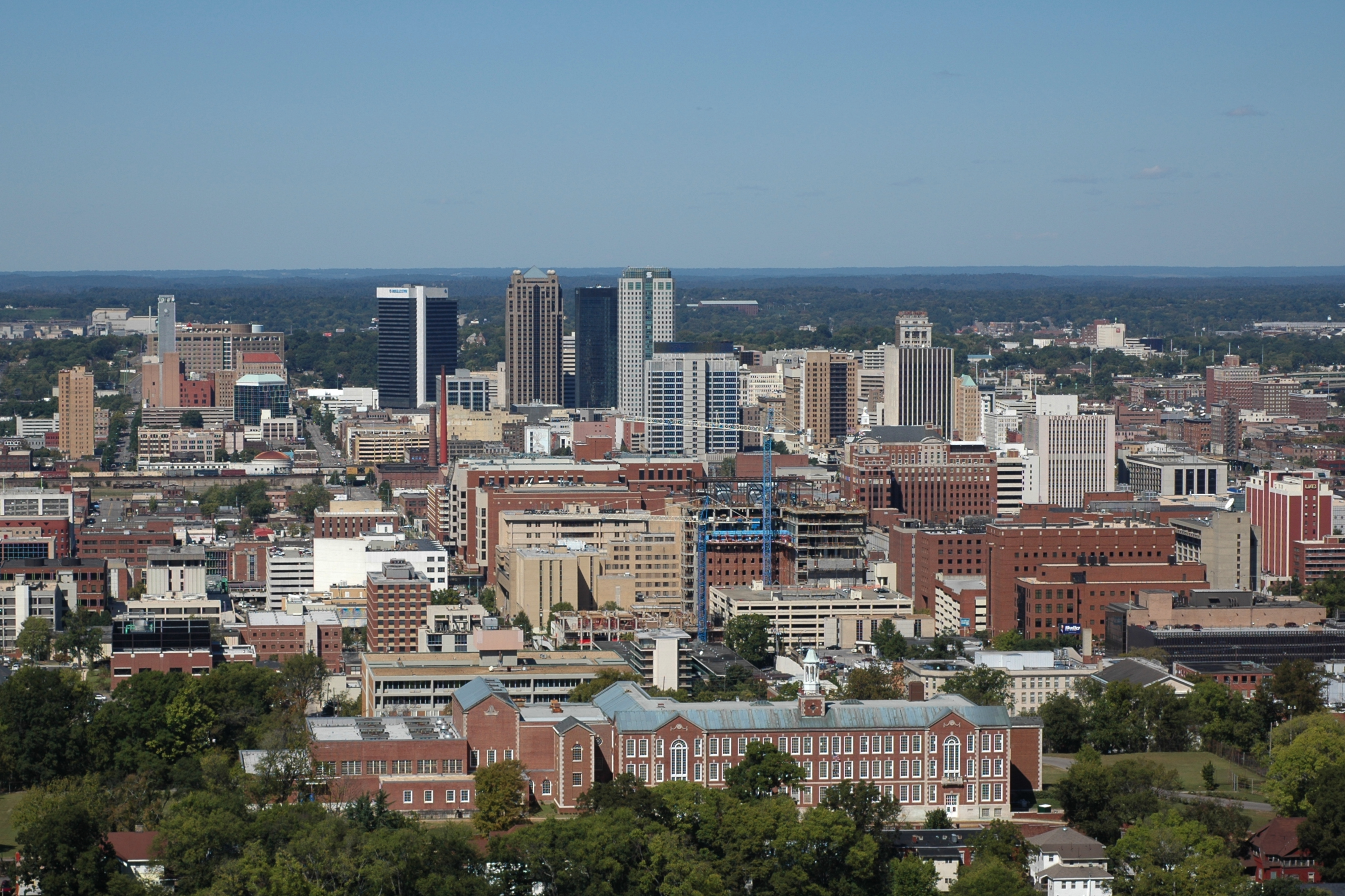
伯明翰，最大城市及最大都會區

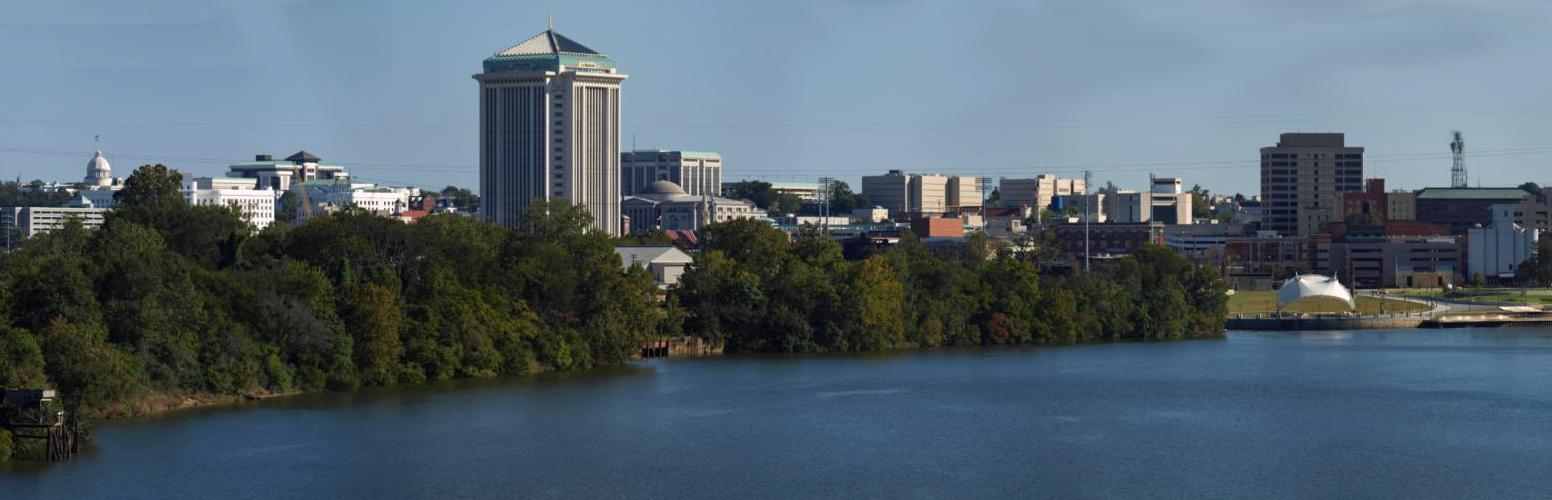
蒙哥馬利，第二大城市及第四大都會區

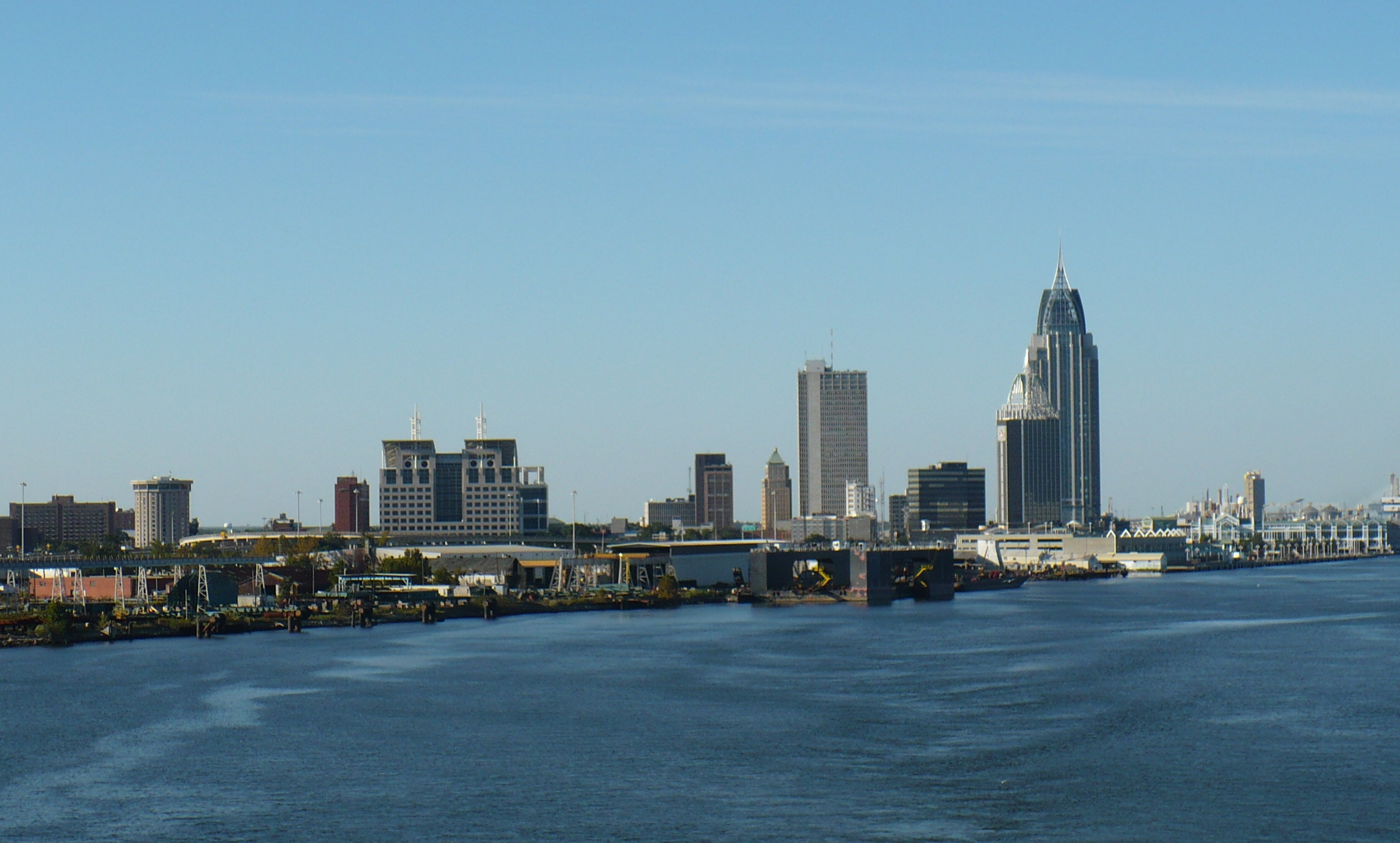
莫比爾，第三大城市及第三大都會區

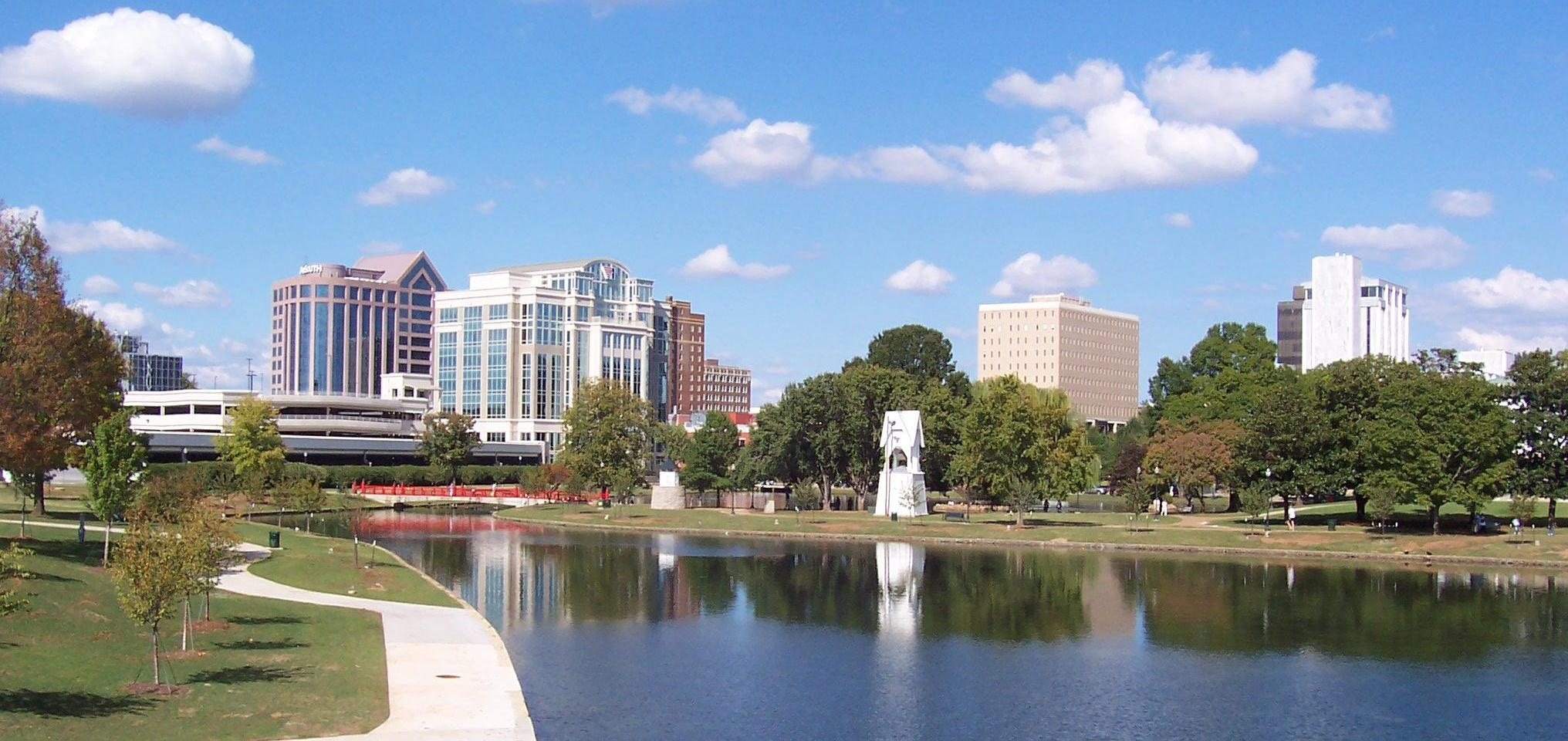
亨茨維爾，第四大城市及第二大都會區

| 排名 | 合併統計區                 | 人口（2016年估計） | 人口（2010年普查） |
| ---- | -------------------------- | ------------------ | ------------------ |
| 1    | 伯明翰-胡佛-塔拉迪加       | 1,361,299          | 1,302,283          |
| 2    | 查塔努加-克里夫蘭-多爾頓   | 954,228            | 923,460            |
| 3    | 亨茨維爾-迪凱特-艾伯特維爾 | 768,033            | 664,441            |
| 4    | 莫比爾-達芙妮-費爾霍普     | 623,399            | 595,257            |
| 5    | 彭薩科拉-費里·帕斯         | 523,412            | 487,310            |
| 6    | 哥倫布-歐本-歐佩萊卡       | 501,589            | 469,327            |
| 7    | 多森-恩特普賴斯-奧索卡     | 248,286            | 245,838            |

### 都會區
| 排名 | 都會區                | 人口（2016年估計） | 人口（2010年普查） |
| ---- | --------------------- | ------------------ | ------------------ |
| 1    | 伯明翰-胡佛           | 1,147,417          | 1,128,047          |
| 2    | 亨茨維爾              | 449,720            | 417,593            |
| 3    | 莫比爾                | 414,836            | 412,992            |
| 4    | 蒙哥馬利              | 373,922            | 374,536            |
| 5    | 塔斯卡盧薩            | 241,378            | 230,162            |
| 6    | 達芙妮-費爾霍普-弗利  | 208,563            | 182,265            |
| 7    | 迪凱特                | 152,256            | 153,829            |
| 8    | 多森                  | 147,834            | 145,639            |
| 9    | 歐本-歐佩萊卡         | 158,991            | 140,247            |
| 10   | 弗洛倫斯-馬斯爾肖爾斯 | 146,534            | 147,137            |
| 11   | 安尼斯敦-牛津         | 114,611            | 118,572            |
| 12   | 加茲登                | 102,564            | 104,430            |

### 城市
| 排名 | 城市       | 人口（2015年普查估計） | 縣              |
| ---- | ---------- | ---------------------- | --------------- |
| 1    | 伯明翰     | 212,461                | 傑斐遜          |
| 2    | 蒙哥馬利   | 200,602                | 蒙哥馬利        |
| 3    | 莫比爾     | 194,288                | 莫比爾          |
| 4    | 亨茨維爾   | 190,582                | 麥迪遜 萊姆斯通 |
| 5    | 塔斯卡盧薩 | 98,332                 | 塔斯卡盧薩      |
| 6    | 胡佛       | 84,848                 | 傑斐遜 謝爾比   |
| 7    | 多森       | 68,567                 | 休斯敦          |
| 8    | 歐本       | 62,059                 | 李              |
| 9    | 迪凱特     | 55,437                 | 摩根 萊姆斯通   |
| 10   | 麥迪遜     | 46,492                 | 麥迪遜 萊姆斯通 |
| 11   | 弗洛倫斯   | 40,026                 | 勞德代爾        |
| 12   | 鳳凰城     | 37,570                 | 拉塞爾          |
| 13   | 加茲登     | 36,084                 | 埃托瓦          |
| 14   | 普拉特維爾 | 35,420                 | 奧陶加          |
| 15   | 維斯塔瓦山 | 34,174                 | 傑斐遜          |

### 語言
2010年，所有居住阿拉巴馬州5年以上的居民當中有95.1%在家中只說英語，比2000年同樣調查的96.1%稍為下跌。阿拉巴馬式英語主要是南方方言，並與南米德蘭說話方式有關連，來自田納西州的州界。在主要的南部方言地區會減少去掉末尾的/r/，例如將「bird」讀作/boyd/。此州北部有南米德蘭方言「arm」和「barb」分別與「form」和「orb」押韻。阿拉巴馬式英語有一些獨特詞語，包括：redworm（earthworm）、peckerwood（woodpecker）、snake doctor和snake feeder（dragonfly）、tow sack（burlap bag）、plum peach（clingstone）、French harp（harmonica）以及dog irons（andirons）。
| 語言                                                   | 人口百分比 （截至2010年） |
| ------------------------------------------------------ | ------------------------- |
| 西班牙語                                               | 2.2%                      |
| 德語                                                   | 0.4%                      |
| 法語（包括帕圖瓦、凱真）                               | 0.3%                      |
| 漢語、越南語、韓語、阿拉伯語、非洲語言、日語、意大利語 | 0.1%                      |

### 宗教

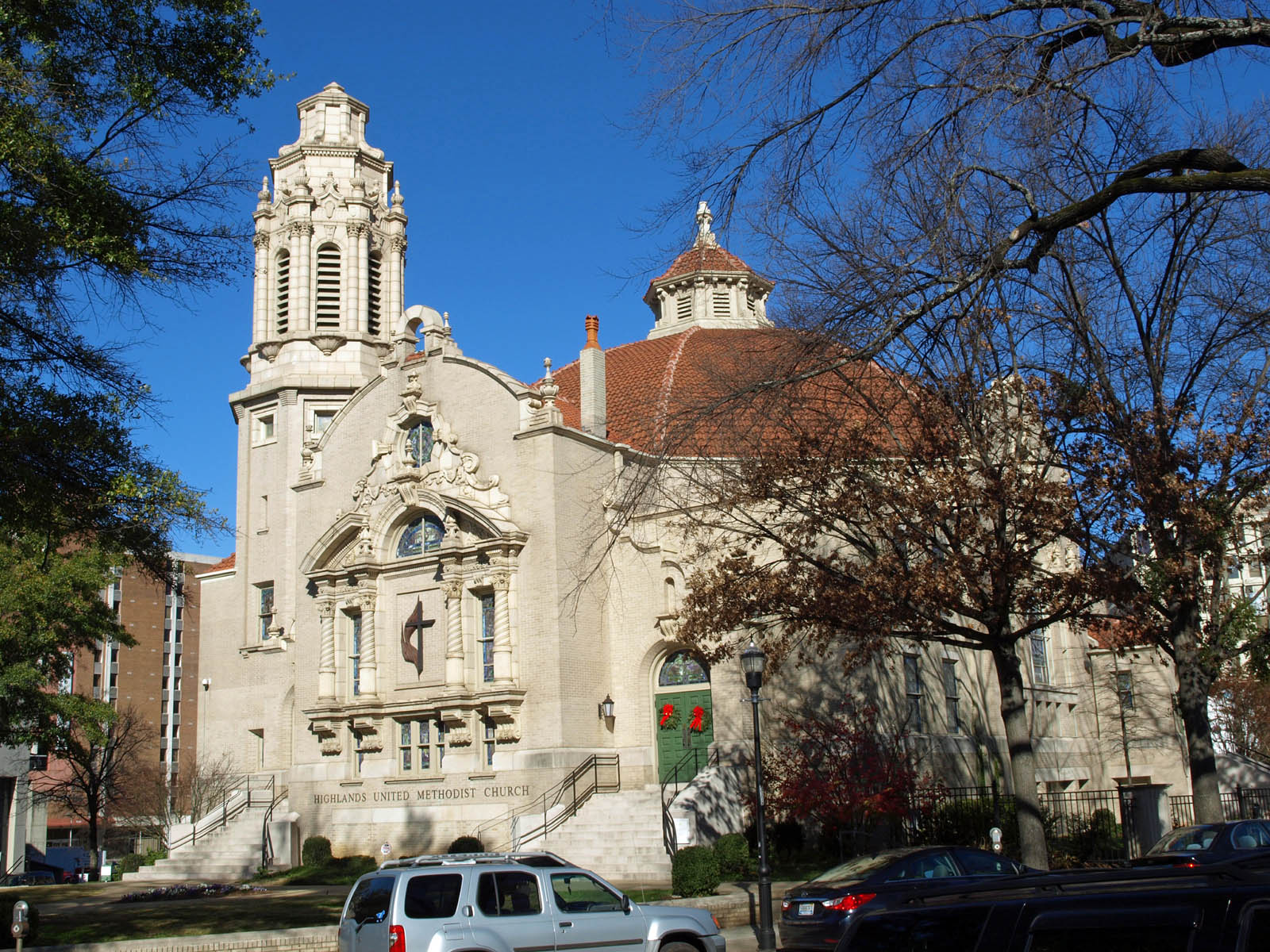
伯明翰的高地聯合循道宗教會，位於五角南歷史區域

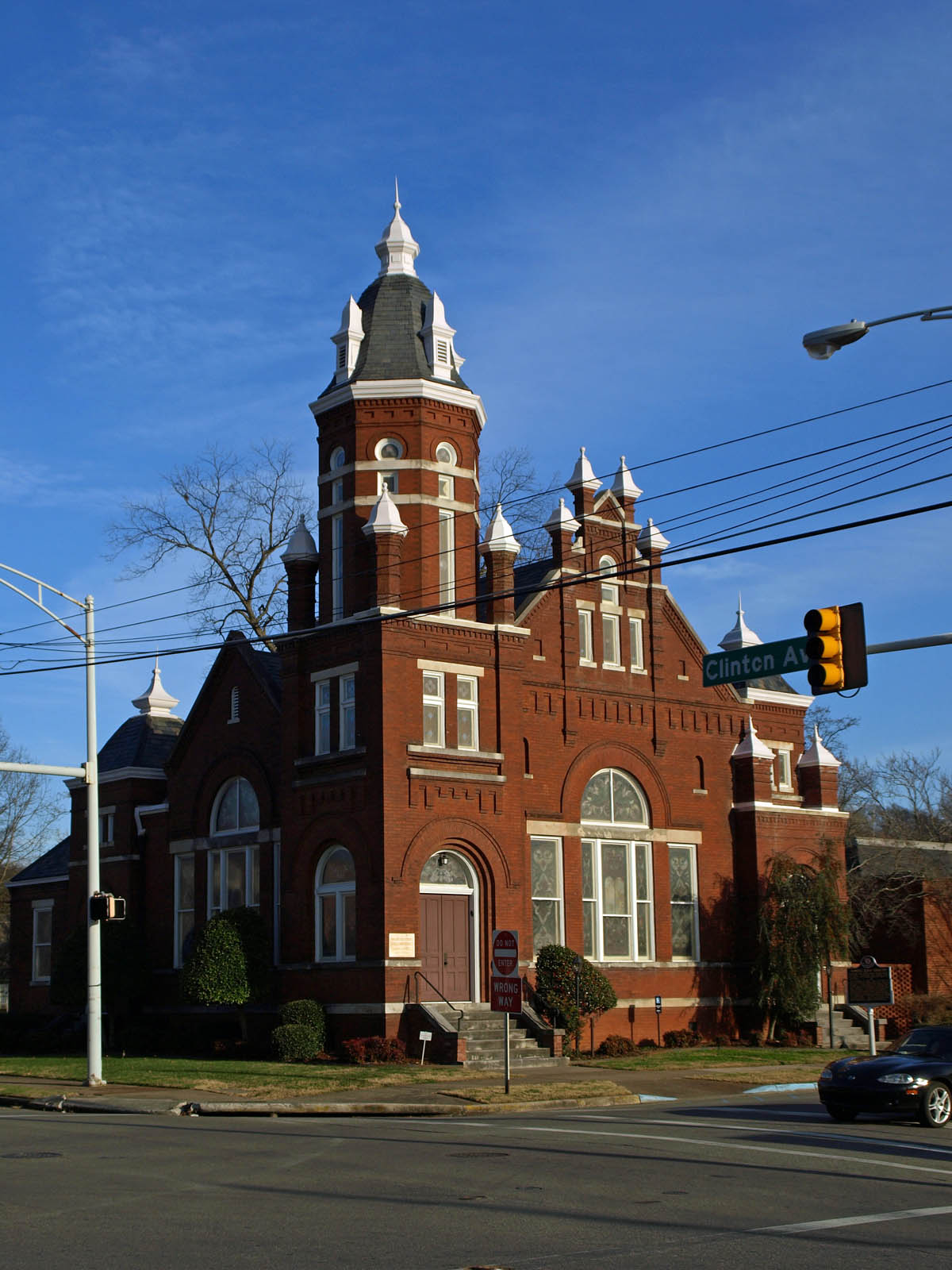
1876年建立、位於亨茨維爾的兄第平安聖殿 (阿拉巴馬州亨茨維爾)。這是州內最古老而仍在使用的猶太教會堂

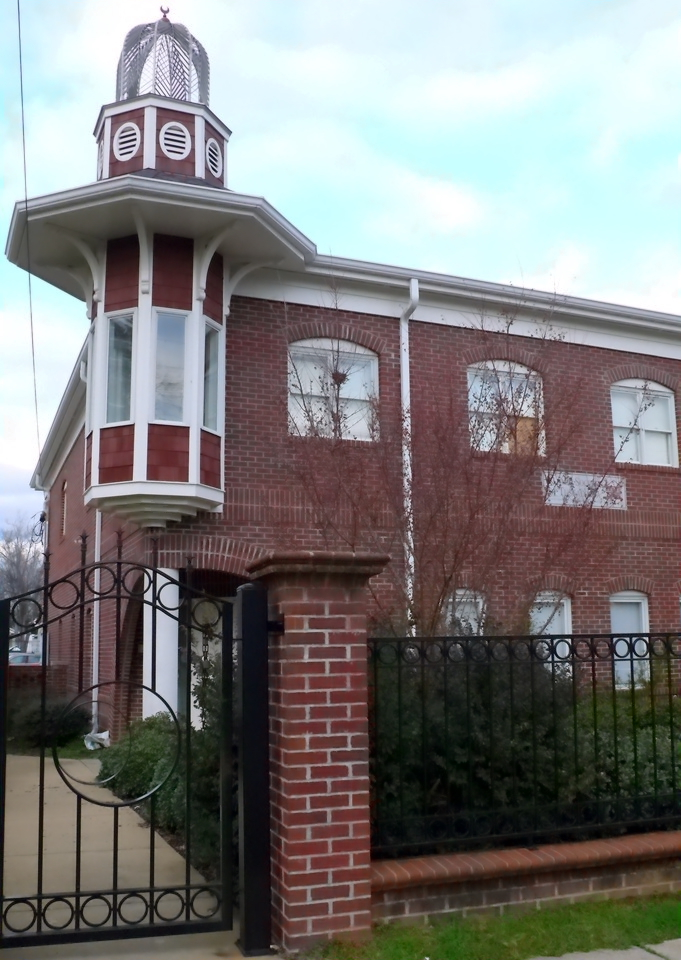
塔斯卡盧薩伊斯蘭中心，州內其中一個設有清真寺和穆斯林文化所需設施的伊斯蘭中心

在2008年美國宗教鑑定調查，阿拉巴馬州有86%受訪者表示自己是基督徒，新教徒佔超過一半，另有6%天主教徒，11%並無宗教。其他組成包括0.5%摩門教徒、0.5%猶太教徒、0.5%穆斯林、0.5%佛教徒以及0.5%印度教徒。
| 聯繫            | 人口百分比 | 人口百分比 |
| --------------- | ---------- | ---------- |
| 基督宗教        | 86         | 86         |
| 新教            | 78         | 78         |
| 福音主義        | 49         | 49         |
| 主流新教        | 13         | 13         |
| 黑人教會        | 16         | 16         |
| 天主教          | 7          | 7          |
| 摩門教          | 1          | 1          |
| 耶和華見證人    | 0.1        | 0.1        |
| 正教會          | 0.1        | 0.1        |
| 其他基督教      | 0.1        | 0.1        |
| 無宗教          | 12         | 12         |
| 完全無宗教      | 9          | 9          |
| 不可知論        | 1          | 1          |
| 無神論          | 1          | 1          |
| 非基督信仰      | 1          | 1          |
| 猶太教          | 0.2        | 0.2        |
| 伊斯蘭教        | 0.2        | 0.2        |
| 佛教            | 0.2        | 0.2        |
| 印度教          | 0.2        | 0.2        |
| 其他非基督信仰  | 0.2        | 0.2        |
| 不知道/拒絕回答 | 1          | 1          |
| 總數            | 100        | 100        |

## 教育
詳見阿拉巴馬州學院和大學列表

## 交通

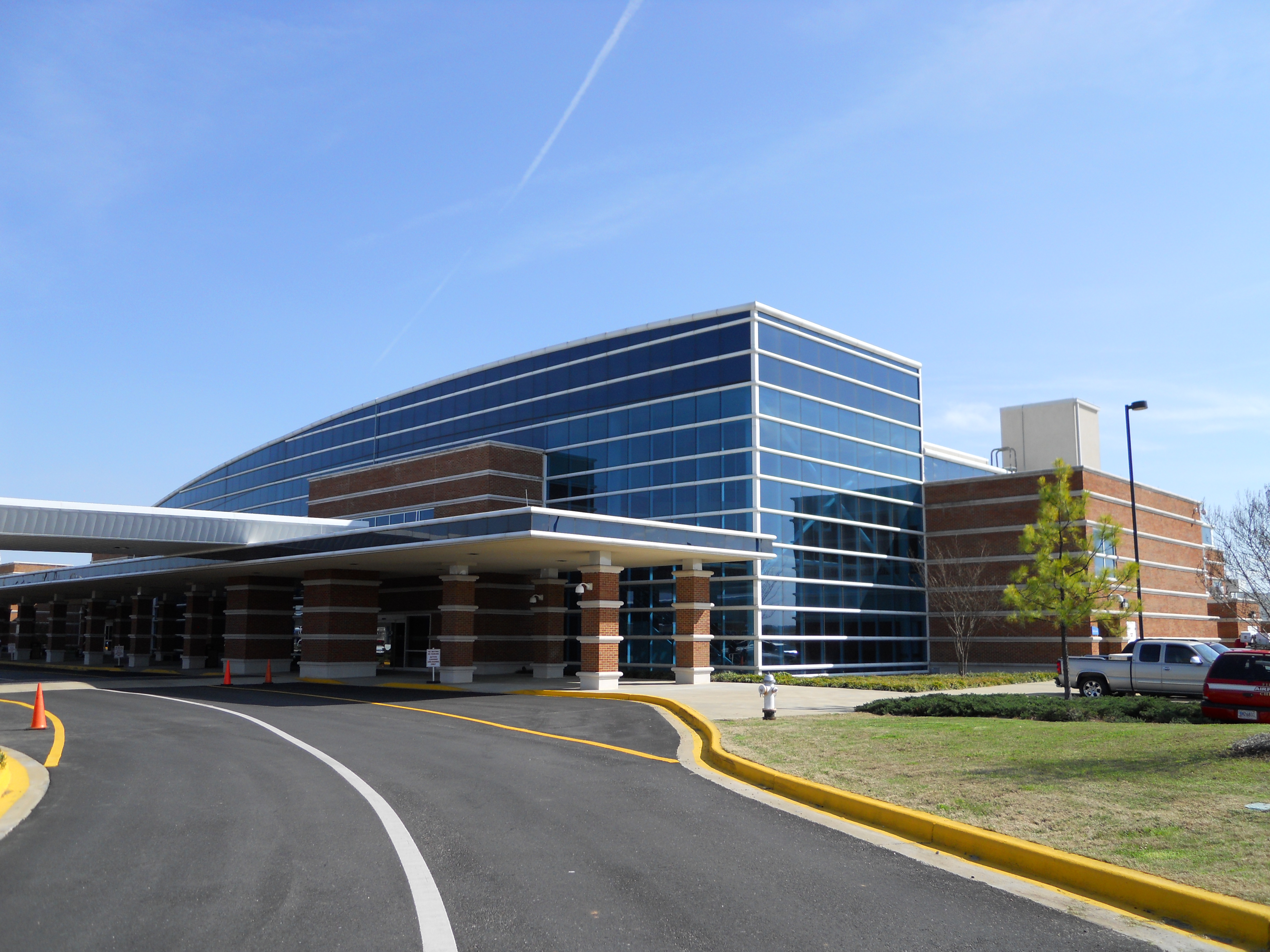
蒙哥馬利地方機場的客運大樓

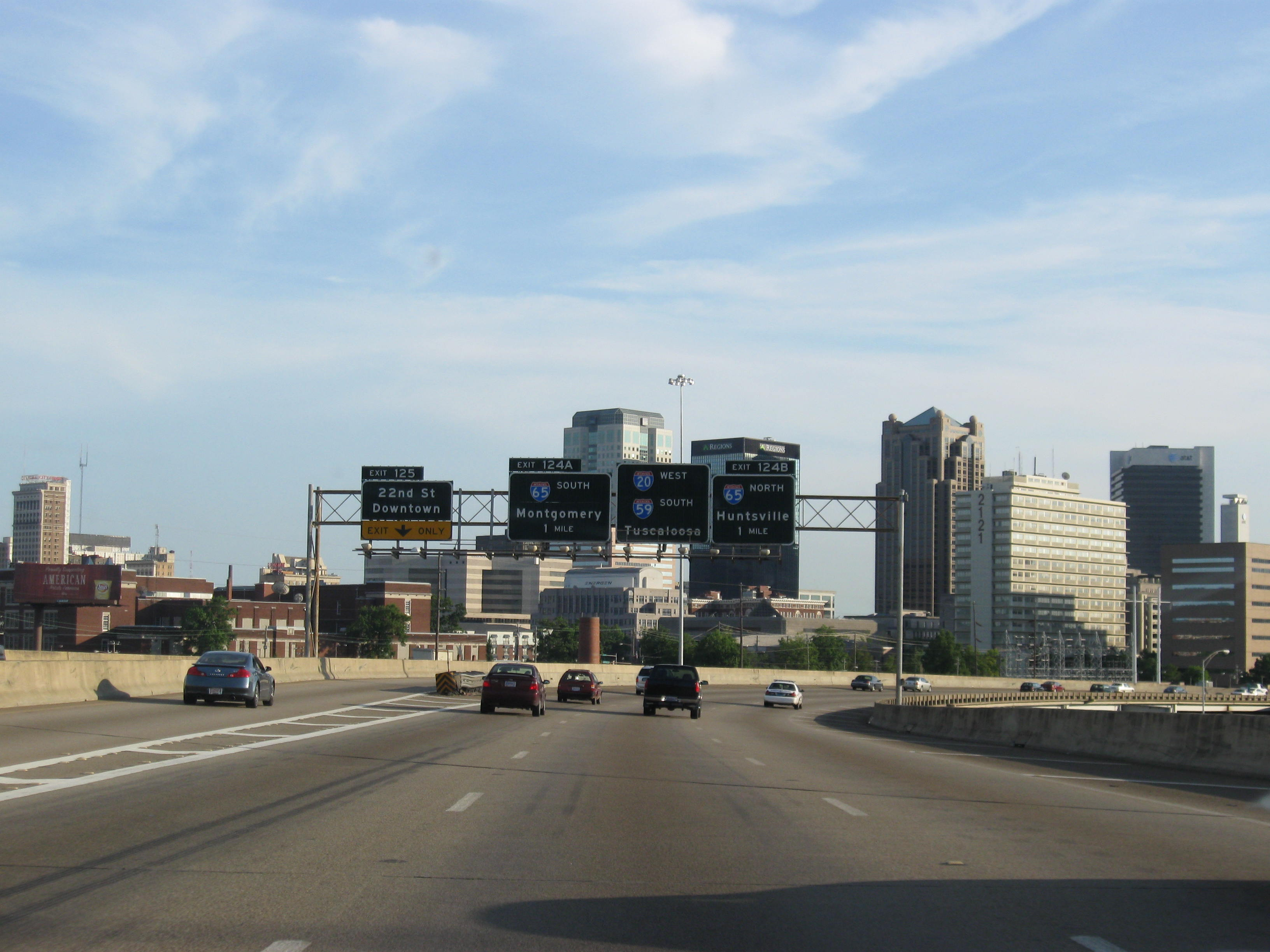
59號州際公路（與20號州際公路共用路牌）在伯明翰下城接近65號州際公路

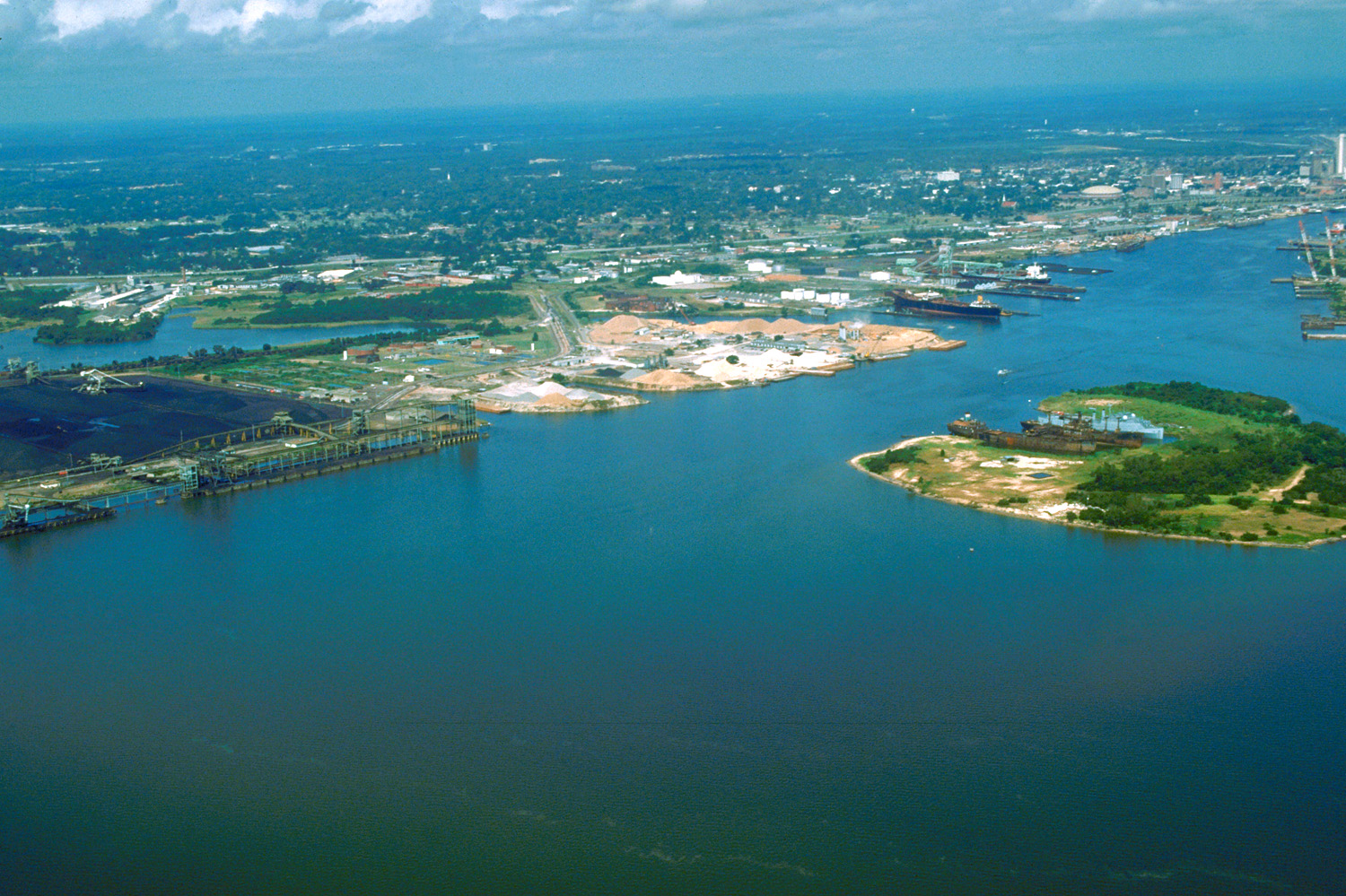
莫比爾的俯瞰

### 航空
阿拉巴馬州主要而且長期有商業營運的機場包括伯明翰-沙特爾斯沃思國際機場（BHM）、亨茨維爾國際機場（HSV）、多森地方機場（DHN）、莫比爾地方機場（MOB）、蒙哥馬利地方機場（MGM）以及馬斯爾肖爾斯-阿拉巴馬西北地方機場（MSL）。

### 鐵路
鐵路交通方面，美鐵每日開行一班「新月號列車」，由紐約前往新奧爾良，中途停靠安尼斯敦、伯明翰以及塔斯卡盧薩。

### 道路
阿拉巴馬州有六條主要州際公路橫貫：65號南北向縱貫全州中部；20號/59號來自密西西比州到伯明翰並分岔：59號州際公路向東北，而20號向東前往亞特蘭大；85號州際公路自蒙哥馬利開始朝東北偏東進入喬治亞州，橫穿亞特蘭大；10號州際公路橫斷了全州最南的部分，東西橫斷了莫比爾。22號州際公路自密西西比州進入後將伯明翰與孟菲斯連結。另外，州內還有五條輔助州際公路：位於莫比爾的165號、塔斯卡盧薩的359號、圍繞伯明翰的459號、迪凱特和亨茨維爾的565號以及蓋茲登的759號。而第六條的685號州際公路會在85號改道途經新的蒙哥馬利南繞道後設立。計劃中伯明翰北繞道將設定為422號。因應22號州際公路和422號無法直接連結，因此還有222號州際公路的計劃。
同時還有若干美國國道通過阿拉巴馬州，包括11號、29號、31號、43號、45號、72號、78號、80號、82號、84號、90號、98號、231號、278號、280號、331號、411號以及431號。
州內有四條收費道路：位於蒙哥馬利的蒙哥馬利快速公路；塔斯卡盧薩的塔斯卡盧薩繞道；威屯卡的翠山快速公路以及橙灘的海灘公路。

### 港口
莫比爾港是阿拉巴馬州唯一的鹹水港，位於墨西哥灣的一個大型海港，同時可透過田納西－湯比格比水道為中西部提供內陸水道。2009年間，莫比爾港按貨運量計算是美國第12繁忙的港口。莫比爾港新擴建的貨櫃碼頭在2011年間是美國第25繁忙的港口。州內其他河流港口亦可通往墨西哥灣。
阿拉巴馬州的港口由北至南依次排列如下：
| 港口名稱     | 位置                                               | 水域       |
| ------------ | -------------------------------------------------- | ---------- |
| 弗洛倫斯港   | 弗洛倫斯/馬斯爾肖爾斯 (阿拉巴馬州)，位於匹克威克湖 | 田納西河   |
| 迪凱特港     | 迪凱特，位於韋勒湖                                 | 田納西河   |
| 甘特斯維爾港 | 甘特斯維爾，位於甘特斯維爾湖                       | 田納西河   |
| 伯明翰港     | 伯明翰，位於黑戰士河                               | 田湯水道   |
| 塔斯卡盧薩港 | 塔斯卡盧薩，位於黑戰士河                           | 田湯水道   |
| 蒙哥馬利港   | 蒙哥馬利，位於伍德拉夫湖                           | 阿拉巴馬河 |
| 莫比爾港     | 莫比爾，位於莫比爾灣                               | 墨西哥灣   |

## 重要體育團體

### 美式足球
- NCAA
  - 阿拉巴马大学红潮队 (Alabama Crimson Tide)
  - 奥本大学老虎队 (Auburn Tigers)

### 篮球
- NCAA
  - 阿拉巴马大学
  - 阿拉巴马大学-伯明翰校区／UAB
  - 奧本大学

### 棒球
- 小聯盟
  - 伯明罕男爵（Birmingham Barons，2A級南方聯盟，母隊：芝加哥白襪）
  - 亨茨維爾星辰（Huntsville Stars，2A級南方聯盟，母隊：密爾瓦基釀酒人）
  - 莫比爾海灣熊（Mobile Bay Bears，2A級南方聯盟，母隊：亞利桑那響尾蛇）
  - 蒙哥馬利餅乾（Montgomery Biscuits，2A級南方聯盟，母隊：坦帕灣光芒）

## 延伸閱讀
- Atkins, Leah Rawls, Wayne Flynt, William Warren Rogers, and David Ward. Alabama: The History of a Deep South State (1994)
- Flynt, Wayne. Alabama in the Twentieth Century (2004)
- Owen Thomas M. History of Alabama and Dictionary of Alabama Biography 4 vols. 1921.
- Jackson, Harvey H. Inside Alabama: A Personal History of My State (2004)
- Mohl, Raymond A. "Latinization in the Heart of Dixie: Hispanics in Late-twentieth-century Alabama" Alabama Review 2002 55(4): 243–274. ISSN 0002-4341
- Peirce, Neal R. The Deep South States of America: People, Politics, and Power in the Seven Deep South States (1974). Information on politics and economics 1960–72.
- Williams, Benjamin Buford. A Literary History of Alabama: The Nineteenth Century 1979.
- WPA. Guide to Alabama (1939)

## 外部連結
- Alabama.gov – Official State Government web site
- 中的“亚拉巴马州”
- Alabama State Guide, from the Library of Congress（页面存档备份，存于）
- All About Alabama（页面存档备份，存于）, at the Alabama Department of Archives and History
- Code of Alabama 1975 – at the Alabama Legislature site
- USGS real-time, geographic, and other scientific resources of Alabama（页面存档备份，存于）
- Alabama QuickFacts from the U.S. Census Bureau
- Alabama State Fact Sheet（页面存档备份，存于） from the U.S. Department of Agriculture
- OpenStreetMap上有關亚拉巴马州的地理

32°42′N 86°42′W / 32.7°N 86.7°W